# Adriano Celentano
Adriano Celentano (Milà, 6 de gener de 1938) és un cantautor, showman, actor, director, guionista, compositor, artista de cabaret, guionista de televisió i productor discogràfic italià.
Anomenat il Molleggiato per la seva peculiar manera de ballar en la seva joventut, en molts casos és l'autor de la música de les seves cançons En alguns treballs va col·laborar com a coautor de la música i la lletra, encara que, segons la seva dona Claudia Mori, va deixar que altres signessin la propietat intel·lectual. És considerat un dels exponents més importants de la música pop italiana. Actiu en el món de l'espectacle des de 1956, és autor de la música i intèrpret d'algunes de les cançons italianes més conegudes, com 24mila baci, Prisencolinensinainciusol, Il ragazzo della via Gluck, amb temàtica ecologista, fins al més recent L'emozione non ha voce.Altres projectes recents, com come Io non so parlar d'amore, Esco di rado e parlo ancora meno i Mina Celentano, es troben entre els àlbums més venuts de la història a Itàlia. Ha publicat un total de 49 àlbums.
Va participar en el Festival de Sanremo cinc vegades, guanyant-lo l'any 1970, amb Chi non lavora non fa l'amore, parella amb Claudia Mori, la seva dona des de 1964. També va aconseguir l'èxit a l'estranger, cap a finals dels setanta, a França, la Unió Soviètica, Alemanya Occidental, Estats Units, Xina, Amèrica del Sud, Grècia i Àustria.
També va ser molt actiu al cinema, actuant en 43 pel·lícules i dirigint-ne'n quatre, i a la televisió, on va presentar nombrosos programes de televisió emesos per la Rai, com Fantastico, els one-man show Francamente me ne infischio (guardonat amb la Rosa de Plata a Montreux), 125 milioni di caz..te i Rockpolitik, sovint acompanyat de crítiques i polèmiques i amb el qual va obtenir nombrosos premis internacionals, catalitzant un fort interès dels mitjans de comunicació italians en els mateixos espectacles.
És reconegut amb el mèrit de ser un dels primers a Itàlia a entendre els canvis en el món de la música i els costums, introduint en conseqüència un nou tipus de música, influenciada pel rock and roll dels Estats Units.

## Biografia

### Joventut

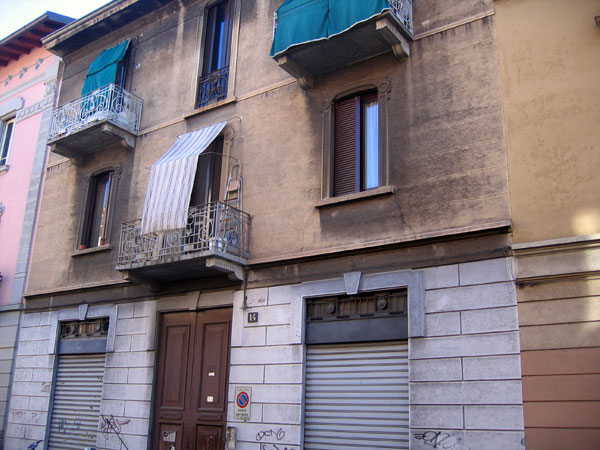
Casa natal de Celentano a Milà, via Gluck 14

Adriano Celentano va néixer el 6 de gener de 1938 a Milà, al barri de Greco, a la via Cristoforo Gluck 14, on va passar els primers anys de la seva vida. Els pares, Leontino Celentano (1890-1951) i Giuditta Giuva (1896-1973), eren originaris de Foggia i es van traslladar primer al Piemont i després a Llombardia per buscar feina; germà petit de Rosa (1917-2003), mare de Gino Santercole Alessandro (1920-2009) i Maria (1923-2012), es diu Adriano en record de la seva tercera germana, Adriana, que va morir de leucèmia el 1934 amb 9 anys. Va deixar l'escola aviat, després d'haver acabat només la primària, i va començar a fer diverses feines, entre les quals, recentment, la de rellotger en una botiga de via Cesare Correnti (Celentano encara s'ocupa de rellotges en el seu temps lliure). L'amor per la música corre en la família; els oncles del futur cantautor, els vespres d'estiu, solen posar-se a les voreres de la via Gluck tocant la mandolina. Adriano, als quinze anys, va començar a tocar la guitarra.

### Els anys cinquanta

#### Els inicis

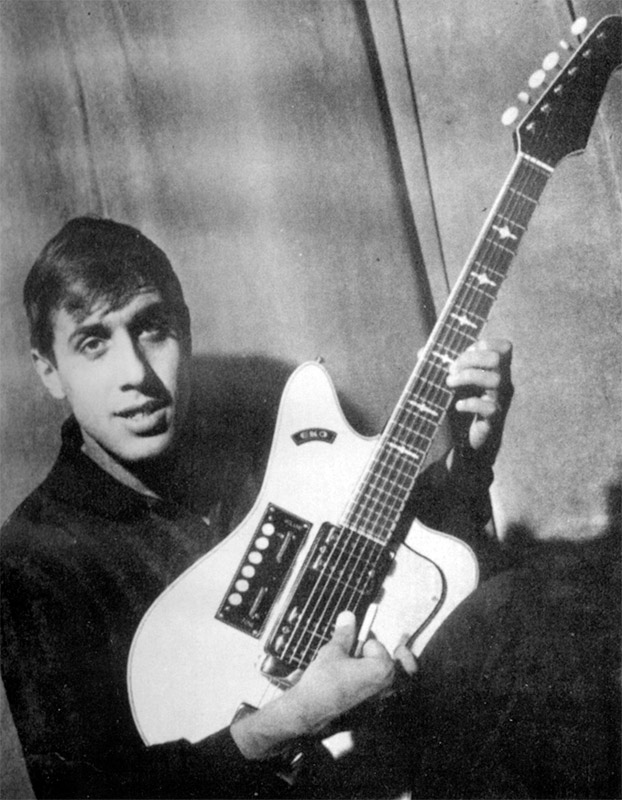
Adriano Celentano amb una guitarra Eko en una foto de mitjans dels anys 50

D'adolescent va començar a interessar-se per la música, en particular el rock and roll, com molts altres joves italians de l'època, que va descobrir l'any 1955, amb l'arribada a Itàlia de la pel·lícula The Seed of Violence, on a la banda sonora de la qual hi ha la cançó Rock Around the Clock de Bill Haley, que empeny Celentano a decidir que vol convertir-se en un cantant de rock'n'roll. Amb quatre dels seus amics forma un grup, els Rock Boys, format pels tres germans Ratti, Franco a la guitarra, , Marco al baix, Giancarlo a la bateria i Ico Cerutti (de Torí que recentment es va traslladar a Milà amb la seva família) a la segona guitarra. Amb aquesta formació, després d'haver preparat unes cançons de rock and roll nord-americà, a les quals Celentano, sense saber anglès , li canviava les paraules, el grup va debutar l'any 1956 a l'Ancora, un club de Milà, i després es va traslladar ràpidament a el molt més conegut club Santa Tecla. Van continuar actuant en altres teatres de l'interior milanès. En una entrevista de 1959 Celentano recordava: «Vaig començar amb imitacions. Aleshores el rock'n'roll era nou i si algú el cantava tenia èxit encara que el cantés malament. Vaig imitar Bill Haley per fer broma amb els amics, en una sala de ball de Viale Zara. Jo tenia la configuració, però la resta estava a les baseroles. Però mentrestant es va estendre la veu que jo cantava rock'n'roll.».
A finals de 1956 el grup va conèixer una banda de rock'n'roll de Roma al Teatro Smeraldo de Milà, un grup de germans liderats per Antonio Ciacci, el futur Little Tony, amb Alberto com a baixista i Enrico com a guitarrista; aquest últim destaca de seguida per les seves habilitats de tècnica musical. Anys més tard Celentano tornaria a trobar-se amb Ciacci, que mentrestant s'havia convertit en Little Tony, amb qui compartiria el segon lloc al Festival de Sanremo de 1961 amb 24 mila baci. Mentrestant, el pianista Enzo Jannacci, procedent de les Rocky Mountains (el grup que acompanyava Tony Dallara), es va afegir als Rock Boys, que va ser presentat a Celentano per Pino Sacchetti, un saxofonista amic de Jannacci, i després es va incorporar al grup. En aquests primers espectacles, Celentano barreja les cançons amb interludis de cabaret (amb la imitació de Jerry Lewis) i dansa: deixava espai als músics per tocar, mentre ballava d'una manera desgarbada i fluixa. Aquí va conèixer un ballarí professional, Alberto Longoni, que va actuar tant amb el nom artístic de Jack La Cayenne com amb el de Torquato il Molleggiato.

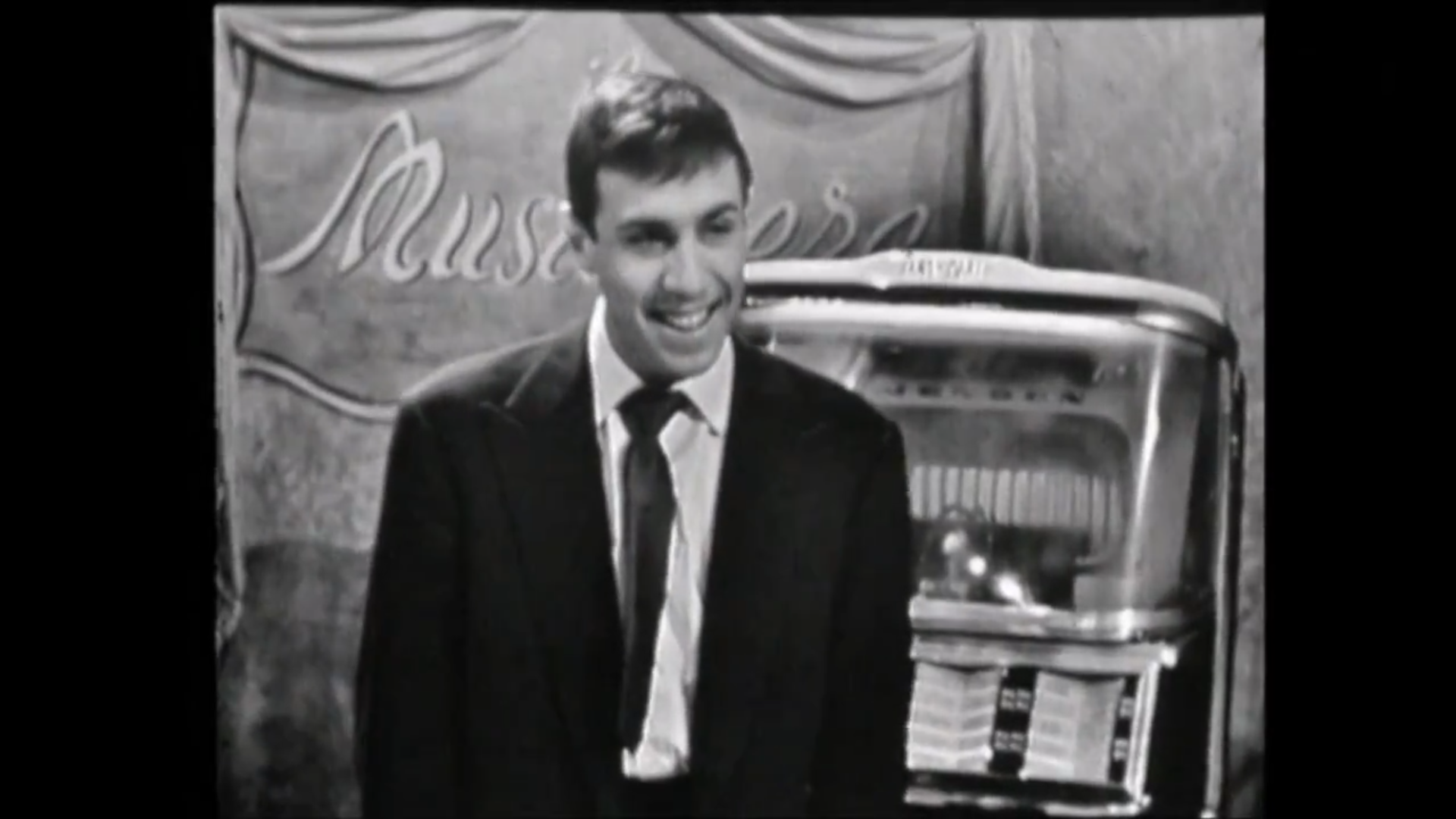
Celentano en la seva primera aparició a la televisió el 1959

L'any 1957 el ballarí campió del món Bruno Dossena va organitzar un festival italià de rock and roll i dansa jazz a Milà ("1º festival del Rock and Roll e Danze Jazz"),, esdeveniment que continuaria els anys següents, però sense ballarins, a Gènova (1958), San Severino Marche (1959), Ancona (1960), Roma (1961), Verona (1962), Bolonya (1963) i en l'edició fracassada de Florència el 1964. La primera edició es va celebrar el 18 de maig de 1957 a les el Palazzo del Ghiaccio de Milà i diversos grups hi van participar, a més de "Celentano and his Rock Boys" com Duo Corsaro, la Swing Parade, i l' Original Lambro Jazz Band (que aleshores era molt popular a Arethusa). i altres clubs coneguts a Milà). El festival, amb en paral·lel un concurs d'entrada gratuïta per a parelles de ballarins aficionats anomenat "Trofeu Oransoda", tenia l'objectiu de comptar amb el suport d'algunes orquestres d' alguns dels més grans rock and roll internacionals., només un dels quals tenia un cantant, Celentano, observat per Dossena a la Santa Tecla i convidat personalment per ell com l'únic cantant purament rock de l'escena milanesa.
Anunciat a la cartellera com a Jack el Cajenne i Torquato el Molleggiato, Alberto Longoni, que havia sortit del Palazzo del Ghiaccio per prendre un cafè abans de l'inici de l'acte, es va quedar atrapat fora quan la policia va bloquejar les entrades a causa de la multitud incontrolable; Celentano, que canta cançons en anglès molt personal i balla com ell, es converteix en Il Molleggiato per a tothom, i Jack La Cayenne deixa d'utilitzar aquest pseudònim. L'èxit va ser tal que els diaris de l'endemà parlaven de la nova estrella amb notes de mèrit per al grup acrobàtic " Dossena's Rock Ballett ". La Notte del 19 de maig de 1957 informava, a la secció d'informatius, de les baralles que s'havien produït al Palau de Gel, que havien requerit la intervenció de la policia i van provocar un retard de dues hores en l'inici del festival, amb el titular: "Palau de gel devastat per la nova estrella del rock'n'roll", mentre que al Corriere della Sera, Giorgio Bocca va escriure un article molt dur contra la nova moda juvenil importada d'Amèrica.
Després d'aquella actuació, van néixer algunes llegendes urbanes, com ara:
- que entre els Rock Boys també hi havia Luigi Tenco al saxo, però Tenco, en aquell període, encara era a Gènova,[44][45] on tocava al Modern Jazz Group de Mario De Sanctis ;[49] només el 1958 Tenco es va traslladar a Milà, on va conèixer Giorgio Gaber i on va formar  I Cavalieri;
- que també havia actuat Giorgio Gaber, tocant al grup de Celentano; però en aquell període era guitarrista de Ghigo Agosti i només més tard es va unir als Rock Boys ;[44][45][50]
- que Celentano havia guanyat el festival de 1957, quan, per contra, l'esdeveniment era una actuació de parelles i grups de ballarins professionals (com l' Equip Nacional de Be-Bop de França, el Colombet, sobrenomenat "rei del Cha Cha Cha" ), i el " Dossena's Rock Ballet ") i un trofeu per a parelles d'aficionats, on les orquestres eren de suport exclusivament convidats; els trofeus oferts als aficionats per la beguda "Oransoda", en l'enrenou general, es van acabar perduts, i gran part del jurat va ser tancat per la policia, igual que Torquato il Molleggiato.[45][46]

#### Els Rock Boys
Poc després del festival, Ico Cerutti va deixar el grup per dedicar-se al jazz i va deixar el seu lloc a Gino Santercole. Després del festival, Cerutti va ser imitat per Giancarlo Ratti, que també va passar al jazz, mentre que un altre dels germans, el guitarrista, es va retirar de la música; els dos van ser substituïts pel bateria Flavio Carraresi (florentí, també amb formació jazzística) i per Gaber, portat al grup pel seu amic Jannacci.
També l'any 1957 Celentano va conèixer Miki Del Prete, que amb els anys es va convertir en un dels seus col·laboradors més preuats, així com l'autor d'algunes lletres de cançons. Els dos es van conèixer quan Miki va aconseguir organitzar dues setmanes de compromís per a l'estrella del festival italià de rock and roll, l'estiu de 1957, una al Morgana de Sanremo i una altra al Muretto d'Alassio. Celentano i els Rock Boys canten sense compensació monetària, a canvi de dues setmanes de vacances gratuïtes.

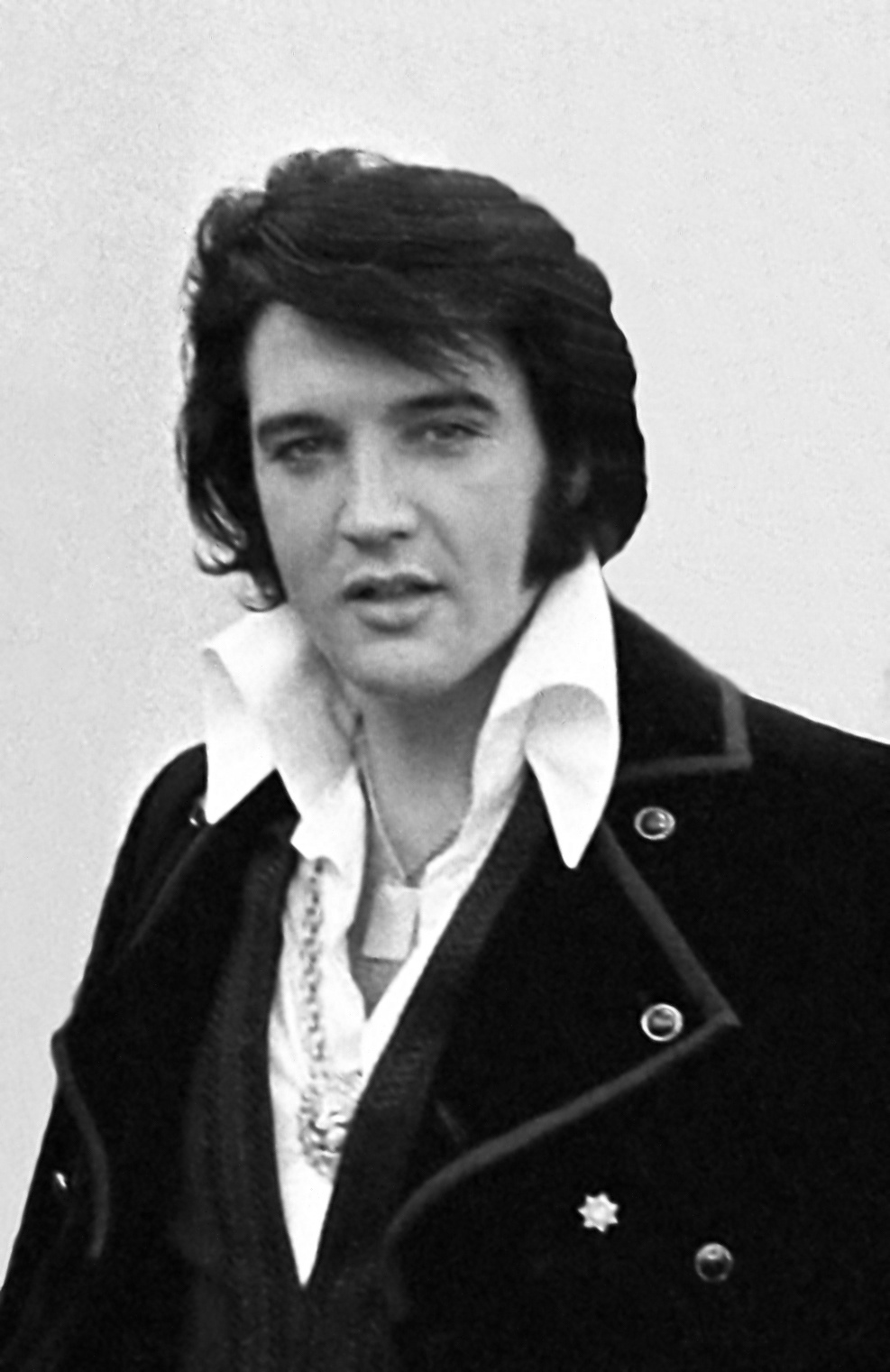
El cantant Elvis Presley, precursor del rock and roll, va ser una de les figures fonamentals d'inspiració de Celentano

Entre el públic del festival hi havia productors discogràfics com Walter Guertler i el mestre Ezio Leoni, que van proposar a Celentano un contracte de gravació per a un dels segells propis de Guertler, Music , que després va publicar els primers enregistraments de Celentano a la primavera de 1958, una sèrie de rock americà. Cançons 'n'roll gravades en quatre discs de 45 revolucions i després recollides en dues EP de no gaire reeixides, fins que es van convertir en autèntiques rareses. En aquests primers enregistraments, Guertler prefereix que el cantant enregistri versions del rock'n'roll americà: Rip it up, Jailhouse rock, Tutti Frutti i Blueberry hill, deixant de banda les composicions en italià; Rip it up, el primer disc de Celentano, ven al voltant de mil cinc-centes còpies arran del seu èxit al festival, però les següents cançons, èxits d'Elvis Presley no són millors, tant és així que Gurtler tem haver perdut les seves esperances i, donat el fracàs, decideix desviar el cantant al seu nou segell, Jolly, i permetre-li gravar també cançons en italià, la primera de les quals - Buonasera signorina i La febbre dell'hoola hop - s'inclouen. com a cara B de cançons encara en anglès. Amb la col·laboració del mestre Ezio Leoni, arranjador, director artístic i gestor del repertori Jolly, Celentano va aconseguir els seus primers èxits. El gener de 1959 es va publicar Ciao ti dirò, la cançó amb la qual Celentano havia participat dos anys abans al festival de rock'n'roll italià; tanmateix, el disc que va tenir èxit va ser Il Rebel, que també va ser la primera cançó escrita per Celentano (per a la música, en col·laboració amb Leoni).

#### Els primers 45 revolucions
L'èxit va ser replicat a l'estiu per Il tuo bacio è come un rock (lletra de Piero Vivarelli i Lucio Fulci, musica de Adriano Celentano i Ezio Leoni, que també es va encarregar de l'arranjament). Amb aquesta cançó el 13 de juliol de 1959 Celentano va guanyar el Festival de la Cançó Adriàtica d'Ancona.
Umberto Simonetta relata aquell vespre d'estiu de 1959: 
| « | Un dels molts festivals de cant d'aquesta ciutat envejable està en ple apogeu. Walter Guertler, que va convèncer el recalcitrant Adriano perquè hi participés, espera tremolat a les bandes, però ja s'anticipa a l'explosió. La televisió emet el programa en directe. Adriano, que va arribar a la ciutat amb el seu Alfa Romeo Giulietta Sprint ple d'amics, està molt tranquil. Precisament a les 22.50 hores més de deu milions d'espectadors es veuen atrapats per l'entusiasme més imparable pel jove salvatge que toca la guitarra “Il tuo bacio è come un rock”. Adriano guanya el festival i també aconsegueix el segon lloc. Més tard, amb la galta amable de triomfant, dirà que si hagués sabut cantar tres cançons en comptes de dues, també hauria obtingut la tercera. (…) En una setmana “Il tuo bacio è come un rock” va arribar als tres-cents mil exemplars. A partir d'un cas milanès, el jove esdevé un cas nacional, la seva cara de goril·la suau ha entrat amb força a bars i menjadors de tota la península, el seu cognom ja és conegut. A partir d'aquell fatídic tretze de juliol, Adriano va començar a rebre cinc-centes cartes al dia, que després augmentarien. A finals de 1959, Federico Fellini el va trucar per interpretar-se a "La dolce vita" | » |

Pippo Baudo també va estar present a l'actuació d'Adriano el 1959 a Ancona : 
| « | Hem estat al Festival d'Ancona. El vaig escoltar, em vaig quedar bocabadat. Estava fora de la caixa. Li vaig dir a Ravera: "Això no s'atura a Ancona". | » |

Mario Luzzatto Fegiz va escriure al Corriere della Sera que:
| « | "Il tuo bacio è come un rock" representa el xoc, l'emoció, l'explosió. Són seixanta segons aclaparadors a l'estil del còmic amb paraules com "knock out, shock, swing, ring". Pel que sembla, la cançó va superar una sèrie d'obstacles per pura sort: inicialment havia estat exclosa de les seleccions del festival pel mestre Gianni Ferrio, que l'havia jutjat com una "cançó quadrada". Segons el "Dizionario della Canzone Italiana", l'explicació rau en el fet que Vivarelli havia adaptat la mètrica d'una peça inicialment titulada "Torna a Capri mon amour" per tal de permetre a Celentano fer tantes de les seves cançons. com a possibles moviments "molleggiati". | » |

L'àlbum va vendre 300.000 còpies només la primera setmana, aconseguint la primera posició a les llistes durant dues setmanes (tal com van informar les dades de Musica i disco d'aquell any).
La cara B del disc, I ragazzi del juke-box, és també el títol de la pel·lícula del mateix any, en la qual participa Celentano; el tema i el guió de la pel·lícula són dels mateixos autors de la lletra de la cançó, Piero Vivarelli i Lucio Fulci, juntament amb Vittorio Vighi; Fulci també és el director de la pel·lícula. En aquest àlbum, Giorgio Gaber toca la guitarra rítmica per darrera vegada i, tant per la seva activitat en solitari com pel seu treball en duo amb Enzo Jannacci, decideix abandonar el grup seguit tant pel bateria Flavio Carraresi, com per la dos germans Ratti.
El mateix any es va produir la primera col·laboració entre Celentano i Mina, que van gravar un 45 rpm amb la cançó I would like to know why, un rock'n'roll escrit per a ella per Celentano i Leoni, amb lletra de Piero Vivarelli i Lucio. Fulci. Després de debutar com a cantant a la pel·lícula de 1956 I frenetici, en què va cantar el tema principal dels títols d'obertura en la versió distribuïda a Itàlia el 1959 va actuar en les seves primeres pel·lícules, I ragazzi del juke-box (dirigida per Lucio Fulci i música d'Ezio Leoni); el títol és el de la cançó al dors de Your kiss is like a rock, i entre els intèrprets del que és, a tots els efectes, un musicarello ante litteram, també hi ha Fred Buscaglione, Betty Curtis i Tony Dallara.

### Els anys seixanta

#### Neixen I Ribelli, altres èxits i el servei militar
El setembre de 1959 a Salsomaggiore Terme en el Ball 'La Guantara' Adriano va actuar acompanyat per primera vegada pel baterista de tretze anys Gianni Dall'Aglio de l'Original Quartet de Màntua que tocava al mateix local, Celentano va demanar amb entusiasme al jove pare del bateria per formar part del nou grup que naixeria els dies següents. Gianni juntament amb Gino Santercole, guitarrista i nebot de Celentano, es van reunir al club Milanès Santa Tecla per assajar el repertori amb Adriano. El trio actuà algunes nits com Foggia arribat en tren amb els instruments dins de la llitera, Milà al Parco Ravizza Festival dell'Avanti on es proposà el nou single Teddy Girl (música d'Ezio Leoni i lletra de Luciano Beretta, preuat col·laborador d'Adriano els anys següents) i el 22 de setembre a Rivarolo del Re on Adriano va haver de descansar un mes a causa d'un accident de trànsit. El desembre de 1959, Adriano, acompanyat dels seus nois (el pianista Nando De Luca, Gino, Gianni, el baixista Livio Pasolini de Màntua), inicià una gira amb l'Avanspettacolo per Itàlia. Després d'haver tornat a Milà els primers mesos de 1960, Celentano va portar el saxofonista (Pino Sacchetti) i des d'aquell moment els seus músics es van anomenar 'I Ribelli'. D'altres en formarien part fins a la inclusió l'any 1961 de Natale Massara al saxo, Detto Mariano al piano, Giannino Zinzone al baix elèctric així com Gianni Dall'Aglio a la bateria i Gino Santercole a la guitarra elèctrica i aquesta seria la formació fins al naixement del segell Clan quan s'afegí Giorgio Benacchio de Gènova a la guitarra elèctrica.
principis de 1960 va aparèixer a la pel·lícula de Federico Fellini La dolce vita, rodada entre la primavera i l'estiu de 1959, interpretant-se mentre cantava una de les seves cançons en un club romà. El març de 1960, després de dos anys de contracte, Guertler va decidir publicar el primer 33 rpm, Adriano Celentano con Giulio Libano i la sua orchestra, un recull d'algunes cançons ja publicades a 45 rpm i amb només dues inèdites, Personality i Il mondo gira, que es van publicar simultàniament com a senzill. De la mateixa època també hi ha un disc gravat juntament amb la cantant Anita Traversi, que contenia les cançons Piccola i Ritorna lo shimmy. També el 1960 va arribar el gran èxit del senzill de 45 rpm Impazzivo per te que, tot i no superar el tercer lloc com a màxima posició, va romandre a les llistes durant sis mesos. El 30 de novembre es va publicar Furore, el segon disc, que conté dues cançons inèdites que no sortirien a 45 rpm, tret que l'artista abandonà la Jolly (Serafino campanaro, també coneguda en la interpretació de Mina, i Hei Stella, també gravada de I Due Corsari). Unes setmanes després de la publicació de l'àlbum, Celentano va haver de marxar al servei militar i va dur a terme el CAR a Casale Monferrato, després del qual va ser enviat a Torí, on entre els seus companys de caserna hi havia un jove teclista, Detto Mariano, qui implicaria, un cop acabat el servei, en la seva activitat musical.

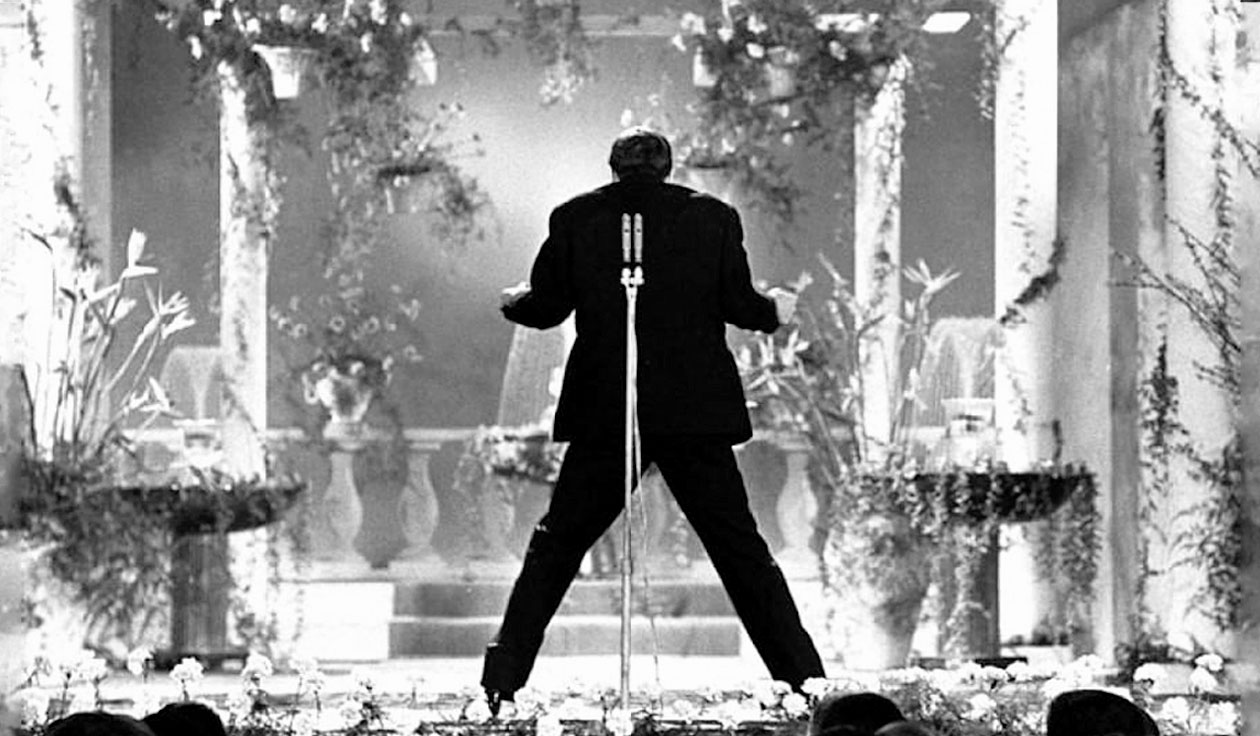
Celentano al Festival de Sanremo 1961

El febrer de 1961 va participar al Festival de Sanremo, però encara era militar i li va signar una dispensa especial pel ministre de Defensa, Giulio Andreotti. Al festival, en parella amb Little Tony, presentà 24 mila baci (escrit per Pietro Vivarelli i Lucio Fulci amb música d'Ezio Leoni i Celentano); aquí Adriano escandalitzà el públic donant-li l'esquena, i només girant-se després del canvi de ritme de l'orquestra, però els seus 24 mila baci van avabar en segon lloc, tot i ser primer a les llistes durant cinc setmanes i vendre mig milió d'exemplars les setmanes següents. Un altre èxit d'aquell any va ser Nata per me presentada a Canzonissima on va ocupar el segon lloc, una cançó amb la qual Celentano s'allunya del rock per apropar-se a un gènere més melòdic i que assolí la primera posició de les llistes durant 14 setmanes. Mentrestant, al maig, va guanyar el premi La Stella d'Oro, que hauria de recollir (juntament amb Claudio Villa): però precisament en aquell període, com a recluta, es va veure obligat a romandre arrestat a la caserna per haver infringit el reglament militar de "sortida lliure arbitrària".

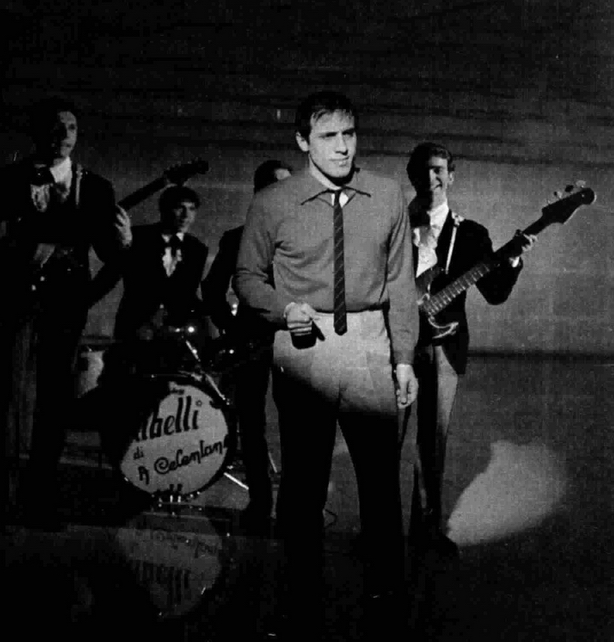
I Ribelli i Adriano Celentano, a Io bacio... tu baci, 1965

La seva activitat cinematogràfica continua com a director amb la pel·lícula Super rapina a Milano de 1964, en la qual també protagonitzen molts membres del seu entorn, conegut com el Clan; després va participar en altres produccions com a actor, principalment pel·lícules musicals, el 1969 va protagonitzar la pel·lícula Serafino de Pietro Germi; la pel·lícula narra la història d'un noi de camp i els seus problemes amb una herència i amb la instal·lació en la modernitat, un tema que sempre ha estat estimat per Celentano des dels seus inicis com a cantant; la crítica no va rebre la pel·lícula especialment bé, però el públic va premiar-la amb una gran taquilla, convertint-la en un dels grans èxits italians d'aquell any.

#### El clan Celentano
C'era una volta il "Clan" és el títol d'una cançó de Gaber de l'any 1968, on el cantautor descriu, de manera irònica, el final sense gloria, entre advocats i citacions judicials, de l'experiència del Clan, una de les idees de Celentano que, passant de la fase de disseny a la implementació, va resultar difícil d'implementar. El Clan Celentano va néixer de la necessitat d'alliberar-se de les imposicions que Jolly li va fer al cantant, d'una banda continuant publicant 45, de vegades reciclant les mateixes cançons (el 1962, per exemple, van tornar a imprimir 24000 baci amb Il tuo bacio è come un rock) a la cara B) o impedint-li utilitzar els músics amb els quals tocava habitualment en directe als discos; comparant-se amb Ricky Gianco (que experimenta problemes semblants a Ricordi) i amb altres amics com Memo Dittongo, Beretta i Del Prete, va decidir crear el seu propi segell discogràfic, en el qual participen els seus amics músics i que també descobreix nous talents, inspirant-se des d'una certa mesura en el Rat Pack de Frank Sinatra. L'1 de maig de 1962 es va publicar "Stai lontana da me" (música de Bacharach, lletra de Mogol), la cançó amb la qual va néixer oficialment el Clan Celentano, i amb la qual Celentano va participar al Cantagiro; en aquesta prova, tot i estar al capdavant, es va retirar per un suposat accident de peu i es va saltar algunes etapes però, malgrat això, encara va guanyar, i la victòria va contribuir a l'èxit de les 45 voltes (un trio de discos que també contenia Sei rimasta sola i Amami baciami), que va arribar primer a les llistes durant 12 setmanes a partir del 16 de juny i va vendre un milió tres-cents mil còpies
El Clan és molt més que una discogràfica: és una mena de comuna artística on Celentano, que en aquella època venia centenars de milers de còpies per cada 45 rpm, reunia familiars (com el seu nebot Gino Santercole i la seva xicota a l'època Milena Cantù) i vells amics com Ricky Gianco, Miki Del Prete, Luciano Beretta, i Ribelli, Detto Mariano. Paral·lelament es dedica a la recerca de nous talents: contacta amb el seu vell amic i camarada dels Rock Boys, Ico Cerutti, que enregistra uns 45 revolucions, truca al seu amic conegut durant el servei militar, Detto Mariano, com a arranjador oficial, i posa a joves sota contracte desconeguts com Don Backy, Pilade, Natale Massara, Ugolino; aquests artistes solen gravar sota pseudònims.
Jolly, però, no accepta la decisió de Celentano i el denuncia per incompliment de contracte, demanant-li una indemnització de 495 milions de lires, ja que el contracte hauria expirat el 30 d'abril de 1962, i continuant publicant 45 amb cançons que l'artista havia gravat però que havia quedat inèdit, competint així amb les publicacions del Clan; per exemple, uns dies abans de Stai lontana da me es va publicar "Veleno", un senzill de 45 rpm amb el segell Caramba (el mateix nom que Celentano va voler donar a la seva discogràfica) seguit de Si è spento il sole que va tenir un bon èxit, arribant en primera posició, entre Pregherò i Il tangaccio, que va assolir la primera posició l'1 de juny de 1963, Jolly el va estrenar a les botigues A New Orleans i va imprimir i distribuir un LP que va recollir uns 45 i algunes cançons inèdites.
El cas amb Jolly va acabar només el març de 1965, amb la victòria de Celentano que, per tant, va quedar absolt de l'acusació i no hauria de pagar cap pena. Tanmateix, l'experiència del Clan dura només sis anys, morta per les actituds despòtiques del líder, per infinits problemes contractuals i també per les ambicions d'èxit personal dels artistes individuals; en alguns casos com Ricky Gianco o I Ribelli la separació és indolora, mentre que en altres va acompanyada d'esdeveniments legals com el cas de Don Backy; després de la separació amb Don Backy the Clan començarà a reduir la seva activitat de llançament de nous cantants, fins al punt de distribuir, en l'últim període, només les produccions de Celentano i Claudia Mori. El 4 de desembre de 1965 el single La festa va assolir el número u durant cinc setmanes.

#### De cantant a predicador
Fins i tot durant el període Clan els èxits van continuar: el 1962 va guanyar el Cantagiro amb "Staitatta da me", seguit de l'enregistrament de Pregherò (versió italiana de Stand by Me de Ben E. King, però estranyament signat per Gianco i Don Backy ) que va arribar al número u durant cinc setmanes: va ser el seu primer text per abordar temes religiosos, que aviat es convertiria en un hàbit (en tres anys va gravar Ciao Ragazzi i Chi Era Lui). El mateix any, a l'octubre, Celentano va actuar una setmana sencera a l'Olympia de París: va anar a la capital francesa amb I Ribelli en tren, per la seva coneguda por a volar (que el 1964 li va fer rebutjar la proposta d'una gira als Estats Units que li va fer Frank Sinatra per llançar un senzill de 45 rpm amb Il tangaccio i Sabato segrete); tornà de nou a Olímpia el maig de l'any següent. 1963 va ser l'any de l'anno de Grazie, prego, scusi i de Sabato triste que arriba primer durant cinc setmanes, 1964 en lloc de Il problema più importante i el 1965 de Sono un simpatico, totes cançons que s'han convertit en clàssics.
L'any 1966, després de cinc anys, Celentano va decidir tornar al Festival de Sanremo: la cançó, Il ragazzo della via Gluck, presentada juntament amb el Trio del Clan (format per Pilade, Cerutti i Santercole), classificat en els últims llocs, no aconseguint classificar-se per a la vetllada final: però, tindrà un èxit de vendes important, convertint-se (juntament amb Azzurro) en una de les seves cançons més conegudes, també per la lletra de Del Prete i Beretta, que explica molts detalls de la infància i l'adolescència de Celentano, i abordant per primera vegada el tema de l'ecologia i l'especulació constructora, que a partir d'ara es convertirà en un dels temes recurrents del cantant. En realitat Celentano hauria d'haver participat al festival amb una altra cançó, Nessuno mi può giudicare, de la qual també va gravar l'audició però, no convençut del resultat, va optar per Il ragazzo della via Gluck; a aquesta cançó, uns mesos després, el seu amic Gaber va donar una resposta, en una cançó en què el protagonista buscava una casa per anar a viure amb la seva núvia i no la va trobar, perquè a causa del pla verd de la ciutat van enderrocar totes les cases per crear prats (és La risposta al ragazzo della via Gluck).
Il ragazzo della via Gluck va despertar l'interès de Pier Paolo Pasolini, qui tenia previst fer una pel·lícula a partir de la història de la cançó amb Celentano com a protagonista, per desenvolupar l'aspecte de la civilització urbana que destruïa la cultura pagesa. El director i Celentano es reunien sovint; tanmateix, el projecte no va arribar a bon port. Mondo in mi 7ª, uns mesos més tard, continua aquesta tendència a mig camí entre la protesta i el sermó: arrebossar contra els diferents "mals del segle". Aquí Celentano té la idea de combinar el text de Mogol, Beretta i Del Prete amb una melodia basada en un sol acord, precisament el mi 7è. Mentrestant, un jove advocat d'Asti, Paolo Conte, s'incorpora com a autor al Clan. Va debutar l'any 1966 amb la cançó inclosa com a posterior de Il ragazzo della via Gluck, titulada Chi era Lui (el text de Mogol i Del Prete parla de Jesús); a continuació, Conte escriurà (en col·laboració amb el mestre Michele Virano) la música dels dos èxits dels anys següents: el primer és La coppia più bella del mondo de 1967, on el text de Beretta i Del Prete elogia el matrimoni i la vida com a parella amb els ja habituals tons predicadors (que atrauen acusacions d'anti-divorci), mentre la música es transforma d'una introducció lenta a un vals de ball. La segona cançó, de 1968, és Azzurro que va ocupar el primer lloc a les llistes durant quatre setmanes amb música de Conte i lletra de Pallavicini.
El senzill de 45 rpm que el conté és un dels pocs casos en què també és molt famosa la cançó de la cara B: es tracta d'Una carezza in un pugno, una peça musical escrita per Santercole per al seu oncle juntament amb Nando de Luca, amb lletra de Beretta i Del Prete també conegut per un error gramatical sensacional (Ma non vorrei che tu/ a mezzanotte i tre/ stai già pensando a un altro uomo...).). El 1969 és també l'any de Storia d'amore, escrita juntament amb Nando de Luca. El to del predicador torna a Tre passi avanti, Torno sui miei passi i, sobretot, a Chi non lavora non fa l'amore (classificada en primer lloc al Festival de Sanremo de 1970) que, tot i portar-lo constantment al cim de les llistes., el fan insuportable per part del públic molt jove (eren els anys de protesta juvenil): els diaris juvenils d'aquella època, com Ciao amici o Big, el titllaven de reaccionari i caduc. En concret, la cançó presentada al Festival es veu com un himne a la crosta encara que, analitzant al final de la cançó, el protagonista s'adreça al "mestre" fent-lo conscient de la penúria que viu a la família per problemes salarials. A Celentano, però, no li preocupen les polèmiques i comença a compaginar els seus èxits en l'àmbit musical amb els de l'àmbit cinematogràfic.

### Els anys setanta

#### Prisencolinensinainciusoli l'èxit continuat entre Itàlia i l'estranger
En l'àmbit musical, els primers anys setanta van veure Adriano gairebé constantment a les llistes amb cançons com Viola (que anys més tard s'interpretaria a duet amb Ivano Fossati), Sotto le lenzuola (última cançó amb la qual va participar al Festival de Sanremo). el 1971), i Er Più, escrit per Carlo Rustichelli. L'any 1972 va ser l'any d'un nou èxit ecològic, Un albero di trenta piani, en què Celentano va atacar l'especulació i la contaminació de l'edificació, eliminant-la especialment, en el final de la cançó, amb el gratacel Pirelli de Milà (que, de fet, té, trenta pisos); traduït al castellà amb el títol Un arbòl de 30 pisos també va aconseguir un gran èxit al mercat ibèric i llatinoamericà.

Adriano Celentano i Mariangela Melato a la pel·lícula Di che segno sei?

La cançó està continguda en un LP, I mali del secolo, on cada tema aborda un problema social (des de les drogues fins a la crisi familiar); Giuni Russo col·labora a l'àlbum com a corista . Però és amb Prisencolinensinainciusol, publicada el 3 de novembre de 1972, una cançó molt estranya en la llengua "celentanesca", cantada amb sons pseudoanglesos divagants que aconsegueix un rècord mundial: la cançó, de fet (considerada per Celentano com el primer rap italià), (la llavor del rap, tal com va definir la cançó en un remake de 1994), entra a les llistes dels Estats Units (en el setanta lloc) abans que a Itàlia, que és més únic que rar per a un cantant italià.
Celentano motiva la lletra de la cançó afirmant que «acabant d'enregistrar un disc de cançons que volien dir alguna cosa, volia fer una cosa que no volia dir res». A Itàlia l'èxit no arriba immediatament, trigarà un temps, quan la cançó esdevingui el tema principal del programa de ràdio radiofonico Gran varietàtambé tindrà un èxit enorme a Itàlia.
El 1995, els germans Visnadi, compositors i productors de música house de l'època, van remesclar la cançó en diverses versions per encàrrec. Un d'ells també es va publicar uns anys més tard al recull "Uniquely Celentano" i Adriano el va interpretar per Fabio Fazio a la Rai 3 a Che tempo che fa. Prisencolinensinainciusol va ser reinterpretat pel Molleggiato en un episodi del programa Francamente me ne infischio amb Manu Chao i Piero Pelù. La peça també va ser reinterpretada per la cantant i actriu Tosca en el seu àlbum en diversos idiomes Il suono della voce.
L'any 1973 va anunciar la seva participació al Festival de Sanremo, amb la cançó L'unica chance però en el darrer moment va acusar gastritis i es va retirar amb un telegrama que va enviar als organitzadors afegint que potser gastritis era la forma en què s'han cobert alguns cantants populars exclosos del concurs i conclou demanant disculpes si aquest festival serà més pàl·lid de l'habitual per la manca de la seva presència. La cançó va tenir menys èxit que altres, a diferència del senzill de 1974, Bellissima.
Va tornar a les qüestions socials l'any 1976 amb Svaluation, una anàlisi de la situació italiana de l'època (eren els anys de la inflació i del naixement del terrorisme) en l'època del rock: la cançó va ser reinterpretada per Celentano en parella amb Piero Pelù durant un episodi de Francamente me ne infischio. El 1977 va ser l'any del seu retorn als concerts, després de sis anys, durant set cites als estadis (la primera a Itàlia que els va utilitzar per a aquest propòsit), de les quals una, la de l'estadi Manuzzi de Cesena, va ser gravada en directe. disc que va sortir només dos anys després (Me, live!): entre els músics que l'acompanyaven estaven Gianni Dall'Aglio a la bateria i Alberto Radius a la guitarra.
Després d'altres èxits, Ti avrò el 1978 i Soli el 1979, amb motiu de l'edició del disc en directe va tornar a fer una gira pels estadis (45.000 persones al Comunale de Torí, 65.000 al San Paolo de Nàpols i 50.000 a l'estadi de Rimini). A finals de la dècada però, com Mina, Celentano també va decidir deixar d'actuar: fins al 1994 (any de la gira europea) ja no aniria de gira.
Don't Play That Song (You Lied) (1979) va vendre 983.000 còpies a França: és el major èxit de Celentano en aquest país. El seu segon èxit més gran va ser Chi non lavora non fa l'amore (1970) amb 750.000 còpies venudes, , mentre que Svaluation de 1976 va arribar a les 348.000 còpies venudes.

#### Celentano director: Yuppi du i Geppo il folle

Adriano Celentano i la seva dona Claudia Mori a una escena de Yuppi du (1975)

Aleshores, Celentano també es va llançar com a actor però no va participar en un gran nombre de produccions i fins al 1978 faria un màxim de dues pel·lícules a l'any (en algunes d'elles no va tenir el paper protagonista). Durant aquest període va treballar amb directors consolidats com Dario Argento (a Le cinque giornate) o Alberto Lattuada (a Bianco, rosso e...) i actors com Anthony Quinn (a Bluff - Storia di truffe e di imbroglioni), confirmant la seva capacitat creixent com a actor. El 1974 Celentano va dirigir, escriure, guionitzar, protagonitzar i produir Yuppi du; també en aquest cas la cançó que pren el títol de la pel·lícula, escrita només per Celentano, és un èxit.
La seva activitat com a actor va continuar fins a l'any 1978 quan va dirigir la seva tercera pel·lícula Geppo il folle, un musical en què interpretava a un cantant d'èxit que, tot i no saber anglès, tenia un somni: conèixer Barbra Streisand. Però sobretot, la fructífera col·laboració en el camp de la comèdia va començar amb el duo de directors Castellano i Pipolo, rodant Zio Adolfo aka Führer, que va aconseguir un bon èxit comercial; també va fer Mani de velluto amb els mateixos directors, aconseguint un gran èxit de públic, que també es va repetir amb Il bisbetico domato (1980).

### Els anys vuitanta
L'any 1980 va concedir una entrevista a Roberto Gervaso pel llibre La mosca al naso - Interviste famose, què declarava que havia trobat la fe als vint anys, que lluitava pel medi ambient i per Crist, i que era un practicant catòlic i imaginar el paradís com un lloc ple d'animals parlants. Aquesta última afirmació s'ha de llegir en harmonia amb la seva sensibilitat animalista, atès que és vegetarià. El mateix autor li va oferir l'oportunitat de cantar L'italiano al Festival de Sanremo, però ell es va negar a fer-ho, preparant efectivament el camí per a l'èxit de Toto Cutugno.
El 1980 va protagonitzar el segon episodi de la pel·lícula Qua la mano i la La locandiera de Paolo Cavara al costat de la seva dona; l'any 1981 va reprendre la seva col·laboració amb Castellano i Pipolo, rodant Asso amb Edwige Fenech i Innamorato pazzo de nou amb Muti (amb qui, es deia, va tenir una breu relació), amb excel·lents recaptes. El 1982 va tornar a rodar Grand Hotel Excelsior de Castellano i Pipolo i el 1983 Segni particolari: bellissimo, una pel·lícula de gran èxit . També l'any 1982 Celentano va rodar la pel·lícula Bingo Bongo amb Pasquale Festa Campanile i posteriorment de nou amb Sergio Corbucci Sing Sing, on va ser el protagonista del segon episodi. L'any 1985 va ser el torn d'Enrico Oldoini amb Lui è peggio di me en què va tornar a protagonitzar al costat de Renato Pozzetto i que seria el seu darrer gran èxit comercial.

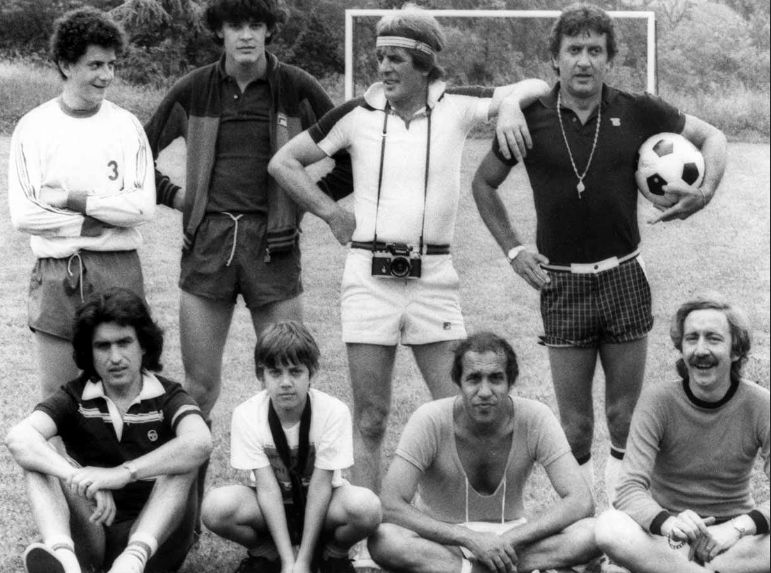
Celentano juntament amb uns amics a la seva vila; entre ells Memo Dittongo amb la pilota sota el braç i per sota des de l'esquerra Toto Cutugno, el seu fill Giacomo Celentano i Cristiano Minellono.

L'any 1982 va publicar un llibre autobiogràfic amb la col·laboració de Ludovica Ripa de Meana: "Il paradiso è un cavallo bianco che non suda mai".
Continua gravant regularment tot i estar cada cop més ocupat amb el cinema amb pel·lícules d'èxit com Bingo Bongo, Il bisbetico domato, Asso. Va gravar dos àlbums de covers ("I mie Americani..." i "I mie Americani 2") en els quals torna a proposar cançons americanes en versions italianes; els dos àlbums van tenir un bon èxit amb al voltant de mig milió de còpies venudes cadascun. El 1985 és l'any de la seva pel·lícula més comentada i la seva darrera direcció: Joan Lui - Ma un giorno nel paese arrivo io de lunedì. Celentano va fer la seva pel·lícula gastant sumes molt altes (uns 20.000 milions de lires), i la pel·lícula va resultar gairebé un fracàs a la taquilla italiana (va recaptar uns 7.000 milions de lires), seguit d'una batalla legal entre l'autor i els productors. Després de l'explotació arbitrària dels cinemes, Celentano va reeditar la pel·lícula, portant-la a una durada de 125 minuts (originalment eren 163). També es va emetre per televisió i s'edità en VHS. A Alemanya i Rússia, però, la pel·lícula va aconseguir un èxit considerable fins al punt que va ser convidat a Moscou per rebre un premi i donar un concert a la capital russa. Després de Joan Lui, Celentano farà algunes pel·lícules més per obligacions contractuals com Il burbero, que té força èxit. Tornarà als cinemes només el 1992 per protagonitzar la pel·lícula Jackpot.
A la televisió, percevent la forta pressió mediàtica que s'estava desenvolupant al voltant de la seva imatge, avui consolidada també a l'estranger, va seguir parcialment l'elecció de Mina i va començar a reduir les seves aparicions i després d'un període d'absència, va tornar a la televisió com a convidat el 1983 a Domenica in amb la seva dona; aleshores serà convidat freqüent en diverses edicions de Fantastico, fins a presentar-lo el 1987. El programa s'acompanya de la publicació del disc La pubblica ottusità. Entre una excavació i una altra, les infames "pauses" i les invitacions al públic a "apagar la televisió" esborra tots els rècords d'audiència . En un episodi, Celentano va convidar els espectadors a apagar la televisió durant 5 minuts, i la seva petició va ser acceptada per vuit milions de persones. Un altre episodi es va produir quan Celentano, com a provocació a les batalles d'audiència d'aquell període, va demanar als espectadors que sintonitzessin durant almenys un minut Canale 5 (que en aquell moment estava emetent la pel·lícula Anche gli angeli mangiano fagioli). A més de Celentano, hi van participar Heather Parisi, Marisa Laurito, Massimo Boldi i Maurizio Micheli.

### Els anys noranta
El 1991 va tornar amb un disc titulat Il re degli ignoranti juntament amb el llibre del mateix nom. L'àlbum va tenir un èxit excel·lent amb al voltant de mig milió de còpies venudes; per promocionar l'obra, va presentar l'espectacle Adriano Celentano a Notte Rock en prime time el 5 de novembre, en directe a Rai 1, o un episodi especial del programa del mateix nom. En aquest espectacle la interpretació de les noves cançons s'alterna amb les preguntes que li plantejaren Enzo Biagi i el públic de l'estudi, amb la participació d'Angie Everhart i Vincenzo Mollica; per dur a terme l'emissió es comprometé a no rebre cap compensació. L'àlbum es convertiria en un altre sobrenom popular de Celentano. El 1992 va ser a la televisió amb Svaluation, el primer programa com a protagonista quatre anys després de Fantastico, que es va emetre en dos capítols (12 i 19 de desembre) a Rai 3 i que va conduir juntament amb Bruno Gambarotta; el programa va aconseguir cinc milions d'espectadors, convertint-se en un dels programes més vistos de la història de la tercera cadena Rai. Entre els convidats també hi ha el cantautor genovès Francesco Baccini, que havia inclòs la cançó Adriano Celentano al seu disc Nomi e cognomi: en el text Baccini critica les seves actituds considerades com a santes, convidant-lo a limitar-se a ser un cantant. Celentano el convida al seu programa de televisió en nom de la llibertat d'expressió. Jackpot, que serà la seva darrera pel·lícula, s'estrenà als cinemes el 23 de desembre, sent un fracàs memorable, criticat fins i tot per ell mateix. Aquí es veié obligat a actuar en directe i en anglès en una pel·lícula entre la ciència-ficció i l'ecologia que la crítica rebé molt malament, titllant-la d'una de les pitjors pel·lícules del cinema italià, i que resulta ser un fracàs comercial donat el recaptes miserables (105 milions de lires recaptats per Nadal enfront d'una despesa de 18.000 milions de la pel·lícula). El mateix Adriano admetrà, en un article al Corriere della Sera, que la pel·lícula té molts defectes i que els crítics, per una vegada, tenien raó. Serà l'última pel·lícula rodada per Celentano.
L'any 1994 va publicar un nou disc, Quel punto. La lletra de la cançó homònima és objecte de crítiques pel tema tractat (feminitat en perill per les persones transsexuals). L'àlbum va ser retirat del mercat per problemes de drets d'autor al cap d'unes setmanes per la presència d'una versió alternativa de la cançó Uh...Uh... El disc es tornarà a posar al mercat amb la versió original de la cançó. semblant a la publicada l'any 1982. El 1994 és sobretot l'any del seu retorn als concerts per a una gira italiana i europea on les entrades sempre estan exhaurides; començà a la Favorita de Palerm el 29 de setembre, després a Cava de' Tirreni l'1 d'octubre, el 4 d'octubre a l' Estadi San Nicola de Bari, el 7 al Palaeur de Roma, el 10 al Palasport de Florència, el 13 a Bolonya, el 15 a Treviso, el 18 al Palastampa de Torí, al novembre la gira està dedicada a l'estranger, amb concerts a Colònia, Brussel·les, Dortmund, Berlín, Zuric, Mannheim, Stuttgart, i Munic. L'última etapa de la gira se celebra al Fòrum d'Assago ( Milà ) el 18 de novembre i va ser retransmesa en directe per Rai 1 a les 20.40 h i seguida per 7.216.000 espectadors (la gira marca un rècord d'aproximadament 500.000 entrades venudes). És la seva última gira fins ara. El 27 de setembre de 1995 Celentano va fer un concert a Lourdes . El mateix any va produir l'àlbum Arrivano gli men, amb un videoclip emès a Rai Uno: l'àlbum no va superar les 150.000 còpies venudes malgrat el bombo publicitari. El mateix any es va convertir en testimoni de la Ferrovie dello Stato en una sèrie d'anuncis i per a Canale 5 va participar com a convidat en un episodi de Super '96 amb Ambra Angiolini. L'any 1997 va actuar davant del Papa Joan Pau II amb motiu del concert de la Trobada Eucarística a Bolonya, recuperant per a l'ocasió algunes de les seves velles cançons com Pregherò, Dice i Ciao Ragazzi.
El 1998, mentre preparava el seu retorn a la televisió, va publicar un disc amb Mina, que va ser un èxit amb 1.600.000 còpies venudes. Aquest any va marcar l'inici de la col·laboració -que encara avui continua- amb Andrea Scrosati i Umberto Chiaramonte en la comunicació del Clan i Celentano. L'any següent, amb Mogol, Gianni Bella i amb la participació de Fio Zanotti, estrena el igualment reeixit Io non so parlar d'amore (més de 2.000.000 de còpies) que és considerat per alguns com l'àlbum del "renaixement" artístic. L'àlbum conté cançons com come Gelosia, L'emozione non ha voce, L'arcobaleno escrites per Mogol amb música de Gianni Bella i dedicades a Lucio Battisti i Senza amore del jove Carlo Mazzoni que aviat esdevenen autèntics èxits i porten aquest disc durant un temps molt temps al capdavant del hit parade italià.
Va tornar a la televisió l'any 1999 amb un programa a Rai 1 en 4 capítols, Francamente me ne infischio, al costat de Francesca Neri. L'espectacle s'interromp sovint per pel·lícules impactants preparades per ell que parlen de temes forts i incòmodes. El programa serà guardonat amb la Rosa de Plata al festival "La Rose d'Or de Montreux". El públic és alt, amb pics de més de 13.000.000 d'espectadors. El 1997, Celentano i la Rai havien arribat a un acord per emetre un programa titulat Il conduttore però que més tard va fracassar per problemes contractuals entre les dues parts.

### Els anys dos mil
L'any 2000 va publicar l'àlbum Esco di rado e parlo ancora meno, un altre gran èxit (1.800.000 còpies), amb cançons escrites per Ivano Fossati i el mateix Celentano. El senzill de llançament és Per averti, un gran èxit radiofònic, mentre que la cançó Tir serà el tema de cloenda del molt disputat programa 125 milioni di caz..te, l'any següent. Miky Del Prete també és present a l'equip d'autors i els monòlegs de Celentano, que van des de les crítiques a Bruno Vespa, Maurizio Costanzo i Fabio Fazio fins a la llei del "silenci-consentiment" pel que fa a la donació d'òrgans, desperten una gran polèmica.
L'any 2002 va publicar el disc Per sempre, el tercer disc consecutiu amb els autors Mogol i Bella i que va arribar a vendre gairebé un milió de còpies. Es van publicar tres senzills (Confessa, Mi fa male i Per sempre) que van romandre a les llistes durant molt de temps; per promocionar el disc va ser convidat al programa de Rai 1 Uno di noi conduït per Gianni Morandi.
El 6 de març de 2004 Celentano va ser presentat al Festival de Sanremo de Tony Renis, on va fer un monòleg sobre la barreja entre política i televisió i després va interpretar una versió reordenada de Rip it up.
L'any 2004 publica el nou disc C'è sempre un motivo, de nou amb cançons de Mogol i Gianni Bella i amb una cançó inèdita de Fabrizio De André i un duet en crioll amb Cesária Évora, gran exponent de la música capverdiana que re-proposa Il ragazzo della via Gluck amb lletres i arranjaments típicament capverdiens. Es tracta d'un disc particular en el qual Celentano interpreta cançons molt diferents que toquen múltiples gèneres musicals, des del melòdic al rock passant pel jazz.
Va tornar a presentar un programa de televisió el 20 d'octubre de 2005 quan Rockpolitik. va fer el seu debut a Rai 1. Com és habitual, demana a la Rai "carta blanca" als textos i a tot el projecte i després de diverses vicissituds i intervencions legals, el programa arrenca després de l'autosuspensió temporal del director de la xarxa Fabrizio Del Noce. El programa va aconseguir un gran èxit pel que fa a l'audiència amb una mitjana del 46% durant els 4 episodis, i va ser el programa més vist de la temporada 2005-2006. El pic màxim d'audiència es va produir amb Roberto Benigni en el 2n capítol amb més de 16 milions de persones, en el divertidíssim esbós de la "carta a Silvio Berlusconi" que fa referència al sketch més famós de Totò i Peppino de la pel·lícula Totò, Peppino e la... malafemmina.. Igual de sort va tenir el nou duet amb Eros Ramazzotti en la interpretació d'Il Ragazzo della Via Gluck amb gairebé el 70% de l'audiència. També hi havia altres convidats il·lustres com Michele Santoro, Gérard Depardieu, Valentino Rossi (que fa un sketch "rock & slow" amb Celentano), Franco Battiato, Riccardo Cocciante, Patti Smith, Luciano Ligabue (que canta amb Celentano . alguna cosa ) i Loredana Bertè (que canta Impazzivo per te amb Celentano ), Eurythmics i Carlos Santana. El 20 de novembre de 2006 es va estrenar un llibre del mateix nom escrit per Celentano i Mariuccia Ciotta que explica tota la història (i alguns antecedents) del programa.
L'any 2006, la Universitat de Foggia va decidir atorgar-li un títol honoris causa en Lletres i Filosofia, que va ser amablement declinat amb la motivació que, amb l'atorgament d'aquest títol, es veuria "obligat a millorar i no vull agafar-lo massa seriosament. Sóc i segueixo sent el Rei dels Ignorants'".
Es publicà una antologia que aconsegueix un èxit de públic moderat, situant-se en tercera posició en el rànquing FIMI la primera setmana i després romanent en el top ten italian durant gairebé tres mesos. Segons la revista Rolling Stone, el recopilatori va vendre 500.000 còpies. El 2 de desembre de 2006, Adriano va ser acollit a Rai Tre a la sala d'estar de Fabio Fazio, Che tempo che fa per a una entrevista, i aquesta vegada també va ser un gran èxit pel que fa a les valoracions: la tercera xarxa de Rai sumava 6.200.000 contactes (com informat en dades d'Auditel, informat als diaris dels dies següents).
El 23 de novembre de 2007 va publicar Dormi amore, la situazione non è buona, un àlbum que té a la portada un retrat d'ell com a boxejador dibuixat per Wainer Vaccari i de nou amb moltes peces del duet Mogol i Gianni Bella així com d'altres autors. com Jovanotti, Neffa, Tricarico, Vincenzo Cerami i Carmen Consoli i una cançó inèdita de Domenico Modugno que data de 1974, Ragazzo del sud. Tots els diaris van comentar positivament aquest nou treball i el disc va guanyar quatre discos de platí, venent 400.000 còpies en un mes i mig, segons comunica Musica e dischi.
El 26 de novembre de 2007, a Rai 1, Celentano va tornar en directe amb un espectacle de prime time titulat La situazione di mia sorella non è buona, on per "germana" vol dir el planeta Terra (citant sant Francesc d'Assís del poema del Càntic de les Criatures); i on va fer una mena de telefilm en directe cantant en directe alguns fragments de les noves cançons del disc), al seu parer "l'emissió més difícil de fer" de la seva carrera. Entre els convidats hi havia Fabio Fazio, Carmen Consoli, Milena Gabanelli, Gianni Bella, Mogol, Laura Chiatti, Tricarico i altres.
El programa va ser vist per 9.200.000 espectadors amb un 33% de quota d'audiència, amb pics d'11 milions d'espectadors i un 39,07% de share. Per celebrar el seu setanta aniversari i cinc dècades d'activitat, la Rai ha organitzat un especial per al dissabte 5 de gener de 2008, emès a la cadena insígnia, titulat "Buon Compleanno Adriano". L'emissió, tot i que es va dedicar exclusivament a la reposició de clips de passades emissions del "Molleggiato", va registrar un 28,65% dels espectadors.

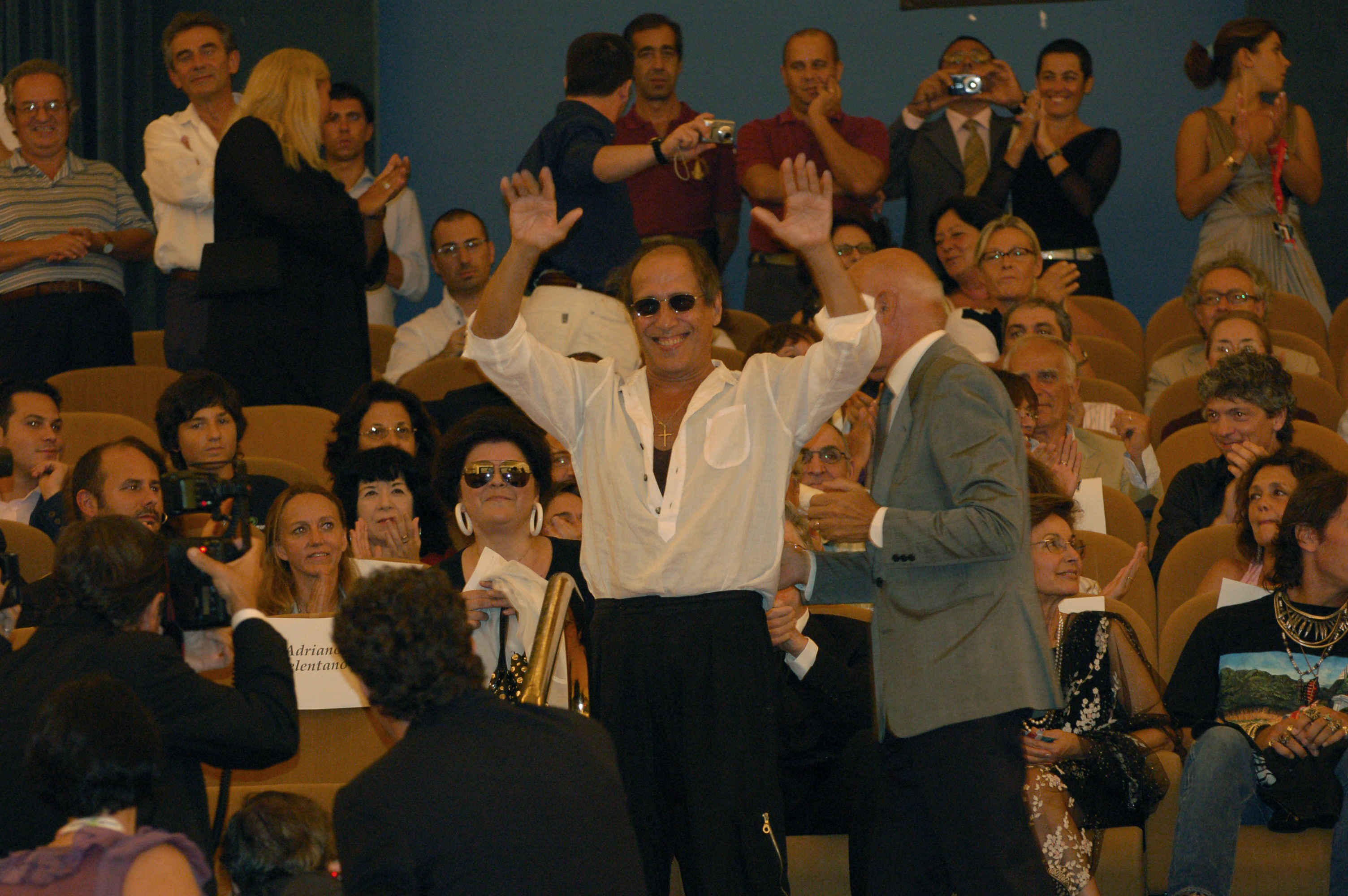
Adriano Celentano el 2008

Celentano reapareix en públic el dissabte 8 de març de 2008 per celebrar el centenari de l'Inter, equip del qual és notòriament un aficionat devot. A l'estadi Giuseppe Meazza de Milà, immediatament després del xiulet final del partit guanyat pels nerazzurri davant la Reggina 2-0, el "Molleggiato" entrà al terreny de joc amb una guitarra a la mà i la bufanda "Beneamata" al coll i actua. cantant "Il ragazzo della via Gluck" modificat en l'última part del text amb invectives polítiques. Un cop acabada l'actuació, esperà de genolls el president de l'Inter, Massimo Moratti i amb aquest canta uns versos de "Sei resta sola". "Cantar amb Celentano -va somriure en Moratti- és com jugar amb Pelé: fantàstic".
L'actuació va enflamar l'afició de l'Inter però també a tots els seguidors de Celentano, que va tornar a actuar en directe després de 14 anys. El 24 d'octubre de 2008, el "profeta cantant" va llançar un nou senzill a la xarxa, titulat "Sognando Chernobyl", a través d'un videoclip d'aproximadament 2 minuts i mig. En realitat, és la previsualització d'una suite de més de deu minuts de durada, en la qual Adrià envia un missatge fort als poderosos del món contra aquells fenòmens que destrueixen el planeta. La tornada de la cançó és emblemàtica i "catastròfica": "Tots junts farem esclatar boom". Sognando Chernobyl, és el primer dels dos senzills inèdits, presents al nou "best-of" de Celentano, publicat el 28 de novembre de 2008.
A finals del 2008, abans de la nit de Nadal es va publicar el disc L'animale. de Celentano . El recopilatori consta de dos CD: un amb cançons d'amor i un altre amb 'en contra'. Tots dos CD contenen 14 temes antics i nous. En el primer hi ha l'inèdit La cura, una cançó de Battiato que Celentano proposa cantada per ell. Hi ha clàssics vells com Storia d'amore i alguns de nous. El segon però té més novetats: parteix de la cançó Sognando Chernobyl i fins a Il ragazzo della via Gluck.. També hi ha un curiós remix de Prisencolinensinainciusol revisitat i més modern, però amb el mateix ritme i lletra.

### Els anys dos mil deu

#### El retorn als escenaris i el nou disc
Celentano torna a fer-se escoltar davant els referèndums de derogació del 2011, quan, des de les columnes del Corriere della Sera, llançà una crida al vot favorable, donant suport a la seva oposició al retorn de l'energia nuclear a Itàlia; també va començar a intervenir, en relació amb l'emissió Annozero de Michele Santoro i, en un episodi, va expressar el seu suport a Giuliano Pisapia, candidat a l'alcaldia de Milà per a les eleccions locals.
Al setembre arriba la notícia de l'imminent llançament del nou disc de cançons inèdites del Molleggiato, quatre anys després de "Dormi amore, la situació no és bona" . L'àlbum, titulat "Facciamo finta che sia vero", es publica oficialment el 29 de novembre; anticipat per l' emissió radiofònica del senzill "Non ti accorgevi de me" per l' obertura de la pàgina oficial dedicada al Molleggiato a Facebook.
A partir del 2 de desembre es va emetre a la ràdio el segon senzill "Non so più cosa fare", una cançó cantada a quatre veus per Celentano, Franco Battiato, Jovanotti i el líder de Negramaro Giuliano Sangiorgi. L'àlbum va ser triple disc de platí i va ser l'11è àlbum més venut del 2011. El 3 de desembre, amb motiu d'un concert benèfic organitzat per Beppe Grillo per a les víctimes de les inundacions de Gènova, Celentano va tornar a actuar en públic al PalaCep de Gènova, cantant "Il ragazzo della via Gluck".

#### Festival de Sanremo 2012

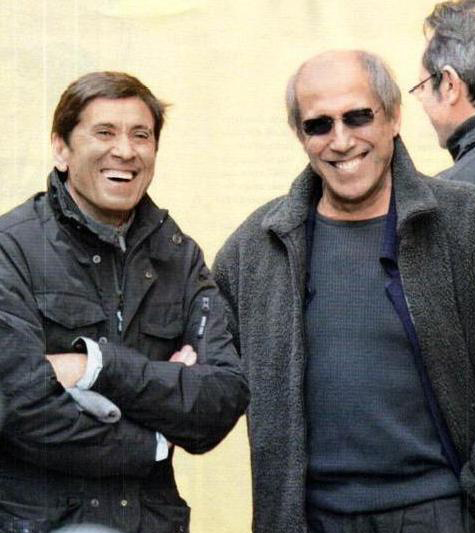
Adriano Celentano i Gianni Morandi, 14 de febrer de 2012

El 13 de desembre es va donar a conèixer la notícia, pel director artístic (posteriorment dimitit) Gianmarco Mazzi, de la certa participació de Celentano a la seixanta-dua edició del Festival de Sanremo, com a convidat. A causa de les nombroses controvèrsies causades per la seva alta compensació, es declarà que seria donada íntegrament a la caritat Adriano Celentano torna així al Festival després de 8 anys. En el primer episodi de Sanremo 2012 (14 de febrer), en un discurs juntament amb Gianni Morandi a Pupo i a Rocco Papaleo, Celentano parla de religió i política. En particular, parla de "l'obligació" dels sacerdots i frares de parlar del Paradís, i ataca els diaris catòlics Avvenire i Famiglia Cristiana, afirmant que aquests "han de ser tancats, s'ocupen de política, més que de parlar de Déu i dels seus plans".
També critica el rebuig del referèndum sobre la llei electoral del 24 de gener de 2012 i el crític televisiu Aldo Grasso, titllant-lo d'"imbécil". També impugna la política de la Unió Europea invocant les condicions imposades pels governs alemany i francès a Grècia per resoldre la crisi econòmica que viu aquesta última (compra d'armes a canvi d'ajuda monetària). Celentano també ofereix dues cançons: una extreta del seu darrer àlbum, el tema principal Facciamo finta che sia vero i una altra antiga, Il forestiero (1971) amb Aldo Tagliapietra al sitar.
A causa de les seves declaracions, rep forts atacs dels mitjans de comunicació. Famiglia Cristiana l'anomena "un petit activista de la hipocresia, un fals exegeta de la moral cristiana"; justifica el seu article sobre el "salari faraònic" del Molleggiato, i critica les maneres en què va optar per donar l'esmentat sou a la caritat. El director d'Avvenire respon que Celentano "ho va treure als capellans i frares... amb Avvenire i Famiglia Cristiana ... perquè vam escriure que amb el que costa a Rai per una vetllada es podria no haver de tancar les corresponsalies de la Rai al sud del món ", criticant també les maneres en què Celentano donarà el seu sou, "traduït després en caritat amb el so de la trompeta" malgrat la forta polèmica que va portar a l'anunci sobre la caritat. L'agència d'informació catòlica SIR parla de "paraules sense sentit, és a dir, no pensades" i afirma que Celentano no coneix o no entén el paper laic dels mitjans catòlics.
La darrera vetllada del 18 de febrer també serà recordada per les protestes a Celentano. Clàudia Mori, en sortir de l'Ariston, s'acostà a Verro, que estava a la primera fila del públic, li va donar la mà i li va dir "Felicitats per la bufonada que heu organitzat". El seu monòleg s'obre amb crítiques a la manera com els mitjans de comunicació han "extrapolat frases del context" i "han canviat la manera dels verbs" (en referència a l'article d'Avvenire on llegim "han de ser tancats" en comptes de "haurien de ser tancat"), reafirmant que mai no va parlar de voler tancar o censurar aquells diaris. Aclareix que la seva intenció era "parlar del sentit de la vida, de la mort, però sobretot del que ve després... de la sort... de néixer" i "fantasiejar sobre com i on serà el Paradís, que rebrà els qui han viscut una vida santa”.Insisteix en la necessitat de " buscar Déu de qualsevol manera " Citant l'evangelista Joan, afirma que "ningú no ha vist mai a Déu", intentar "entendre, fins i tot de lluny, els trets del seu rostre" serà interessant "per conèixer-se".
Insisteix que s'han de basar "en aquests papers" que esmenta, "però parlen de política mundial". Parla del Jesús "polític" que "va obrir el cor als necessitats" i també parla d'un Judes Iscariot "polític" que "va voler explotar el poder del Fill de Déu per als seus fins consumistes i per la seva set de poder". Conclou dient que "la vida de Jesús ha de ser una mesura infal·lible" i que s'ha de recolzar en "una presència diària... que reviu la presència de Jesús ". Durant la seva intervenció Celentano també canta dues cançons extretes del seu darrer disc Facciamo finta che sia vero, La cumbia di chi cambia da solo i Ti penso e cambia il mondo amb Gianni Morandi, i conclou amb un intercanvi de paraules juntament amb un l'emocionat i emotiu Morandi que, a la seva sortida, declara: "Adriano estima a tothom. Adriano no odia ningú". Serà el seu duet el que marcarà el cim d'audiència de l'esdeveniment cantant, amb més de 18 milions d'espectadors.

#### El retorn al directe i el debut a Mediaset:Rock Economy

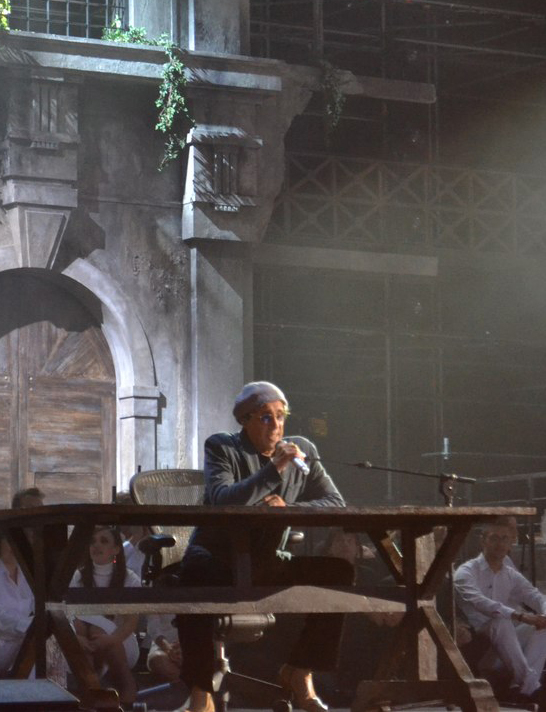
Adriano Celentano durant el Rock Economy a l'Arena de Verona, 8 d'octubre de 2012

Adriano Celentano va tornar en directe després de 18 anys a l'Arena de Verona amb dos concerts, els dies 8 i 9 d'octubre de 2012. L'esdeveniment es digué Rock Economy i es va retransmetre en directe per la cadena Mediaset Canale 5 (Celentano va fer inicialment la proposta a la seva històrica empresa, Rai, però aquesta es va negar, afirmant que no volia fer front als costos de producció de la televisió en directe, rebutjant també la proposta del cantant de no esperar diners de la companyia per les seves dues actuacions a l'Arena de Verona). Fins i tot pel que fa al cost de les entrades, Celentano va sorprendre tothom posant a la venda més de 6.000 entrades per a les dues vetllades al preu simbòlic d'1 euro. L'espectacle va ser produït per la seva dona Claudia Mori per al Clan Celentano, mentre que l'organitzador general va ser de Gianmarco Mazzi, antic director artístic del Festival de Sanremo 2012 En comparació amb els seus programes de televisió anteriors, en aquesta ocasió Celentano va decidir dedicar més temps a les seves cançons. i, per tant, a la música, en comparació amb els seus monòlegs, que en tot cas no van faltar en cadascuna de les seves presències, i van referir sobretot a la crisi i l' economia i la manera com, segons Adriano, el país pot tornar a brillar com abans. va fer. Els convidats del primer concert van ser el seu amic Gianni Morandi, l'economista francès Jean-Paul Fitoussi i els periodistes Sergio Rizzo i Gian Antonio Stella. El primer episodi de l'espectacle-esdeveniment va tenir un auge d'audiències, amb la primera part vista per 9.257.000 espectadors i un 29,82% de share; la segona part seguida de 9.159.000 i 30,87%; la tercera part on es mostra l'evidència del concert de 8 509 000 i 34,49%, amb una mitjana de 8 910 000 espectadors i 31,83%.

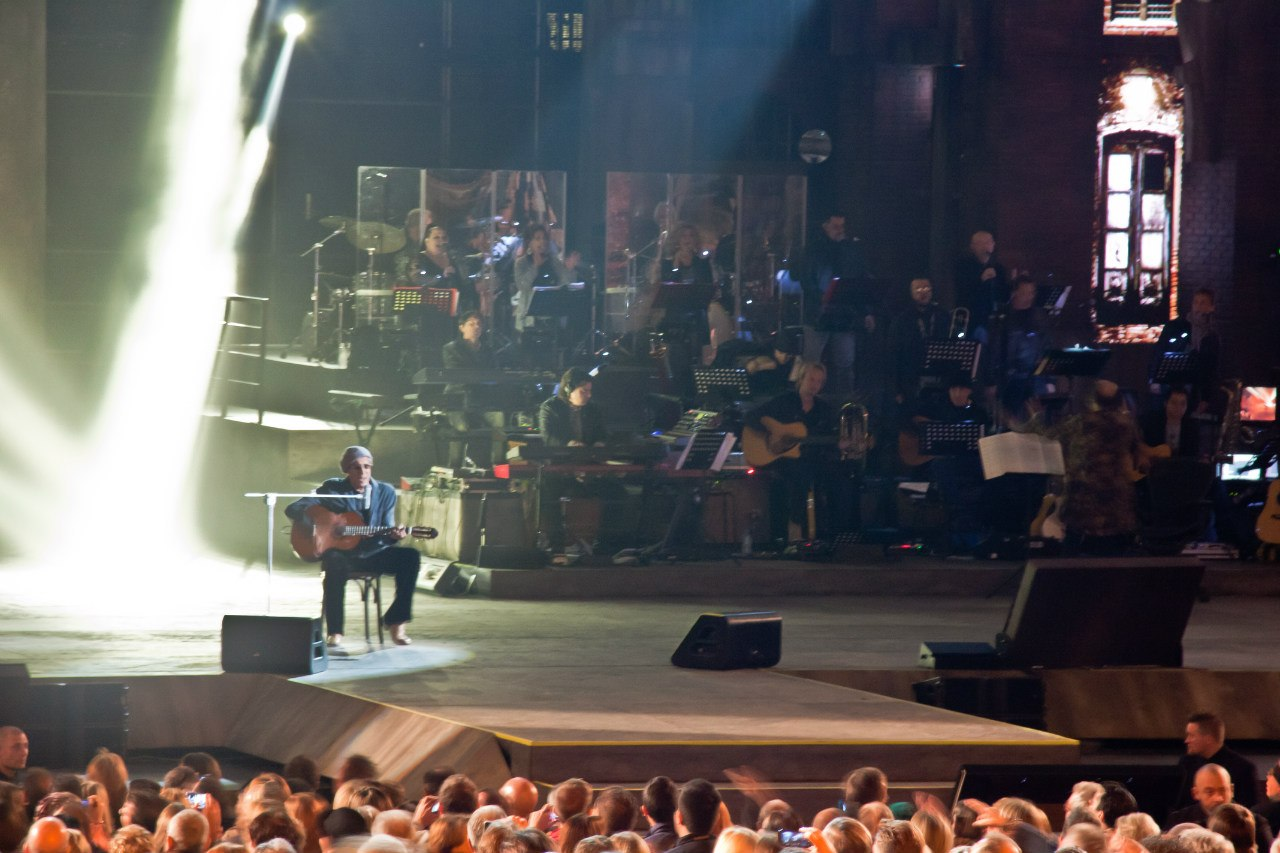
Adriano Celentano durant el concert a l'Arena de Verona

El segon episodi, amb el convidat Gianni Morandi que recordava Lucio Dalla interpretant l'esplèndid Caruso, va superar el primer, obtenint una mitjana de 9.112.000 espectadors i un 32,82% de share. La primera part va ser seguida per 9 338 000 i el 30,74%; la segona part de 9 124 000 i 32,70% i finalment la tercera part de 8 653 000 i 38,54% de quota. El desembre de 2012, el Clan Celentano, en col·laboració amb Universal Music, va llançar un doble CD i un DVD de l'esdeveniment de dues nits, titulat Adriano Live.. El DVD, una barreja de les dues vetllades reduïdes a 110 minuts de durada, editat pel mateix Celentano, va ser el més venut el 2013.
El febrer de 2013 va decidir donar suport al seu amic Beppe Grillo del Moviment 5 Estrelles de cara a les eleccions de 2013 amb l'inèdit Ti fai del male que és una invitació a votar i escriure una nova història per a Itàlia. Parla del Papa, dels temps confusos, del país dels escàndols, de la greu amnistia, del medi ambient, de la violència contra les dones, del federalisme i de la crisi econòmica. En una entrevista a Il Fatto Quotidiano, confirma la seva intenció de votar M5S a les eleccions polítiques de 2013 a Itàlia i Umberto Ambrosoli a les eleccions regionals de Llombardia del mateix any. Per a les eleccions del President de la República, l'abril de 2013, va intervenir al seu blog i amb una trucada telefònica en directe durant l' emissió del servei públic per donar suport a la candidatura de Stefano Rodotà, nom proposat pel 5 Estrelles per al càrrec de cap de l'estat.
L'1 de novembre de 2013 es va estrenar el senzill Io non ricordo (da quel giorno tu), que anticipa ...Adriano, una col·lecció que conté quatre CD amb els seus grans èxits. El 9 de desembre, Rock Economy torna a Canale 5 amb un especial, ple de continguts inèdits i parts de backstage . Es tracta d'un collage de les dues vetllades d'actes del 2012, emeses en un sol episodi, editades pel mateix Celentano. El programa tornà a guanyar la vetllada amb 5.294.000 espectadors i un 20,3% de share ; la primera part va obtenir 5.583.000 espectadors i un 18,72% de quota, la segona va obtenir 5.427.000 espectadors i un 19,63%, la tercera part va obtenir 4.871.000 espectadors i un 21,56% de quota.
El 17 de gener de 2014 es va publicar el senzill Mai nella vita, escrit per Riccardo Cocciante. El 2 d'octubre de 2014, en una entrevista concedida a Vincenzo Mollica per a TG1, va revelar que havia demanat, en una carta enviada al president de la República Giorgio Napolitano, l'indult per Fabrizio Corona. El novembre de 2014, amb motiu del seixanta aniversari de Fiorella Mannoia, va fer duet amb ella un vell èxit seu, Un bimbo sul leone. El 17 de novembre de 2014, el diari Il Fatto Quotidiano va publicar un rànquing que informava de les vendes dels principals cantants italians a tot el món que veu a Celentano en segon lloc amb 150 milions de discos en una carrera de 57 anys. El 13 de desembre de 2014, va tornar de nou a Canale 5 amb Rock Economy, amb contingut inèdit i parts encara entre bastidors.

#### El nou disc amb Mina:Le migliori
El mes de març de 2015 van començar a sorgir rumors sobre una nova col·laboració artística entre Celentano i Mina, sobretot després del missatge de salutació enviat per Celentano, a través del seu blog, a Mina pel seu 75è aniversari en què Adriano escrivia "I ara és realment el que hauràs de descobrir". En els mesos següents aquests rumors es van fer cada cop més insistents. El 20 d'octubre de 2015 es va confirmar oficialment que està gravant un nou disc de cançons totalment inèdites amb Mina, el llançament del qual estava previst per a la primavera de 2016. 18 anys després del gran èxit de Mina Celentano, els dos històrics cantants de la música italiana tornaven a treballar junts. Segons el que va revelar el Corriere della Sera, els enregistraments haurien començat a principis de l'estiu del 2015, i haurien tingut lloc a l'estudi de Celentano a Galbiate i a l'estudi de Mina a Lugano.

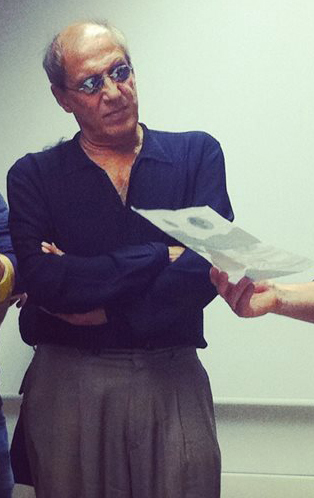
Adriano Celentano el 2013

La data de llançament oficial és l'11 de novembre de 2016 titulada Le migliori. L'àlbum s'anuncia amb el primer extracte el 21 d'octubre Amami Amami i amb una preestrena televisiva el 12 de desembre de 2016 amb una emissió especial a Rai 1 a les 20.40 h, amb àudio inèdit entre els dos cantants durant la preparació de l'àlbum, videoclips exclusius d'algunes de les cançons i la participació de Paolo Conte, Fedez i J-Ax, Roberto Bolle, Carlo Verdone, Geppi Cucciari i Mika. L'especial va obtenir 5.443.000 espectadors i una quota del 19,07%; després es repetirà el 6 de gener de 2017, el dia del 79è aniversari d'Adriano, en una versió reeditada amb 15 minuts inèdits per llançar el nou senzill "A un stepo da te" extret de l'àlbum, el videoclip complet. de les quals es mostrarà a l'interior de l'especial i que s'emetrà a la ràdio a partir d'aquell dia.
En definitiva, l'àlbum va superar les 100.000 còpies venudes i, tot i ser llançat a principis de novembre, va ser l'àlbum més venut del 2016. El 27 de febrer de 2017, FIMI va certificar Le migliori amb 5 discos de platí, amb aproximadament 250.000 còpies venudes, superant diversos fenòmens del moment mentre que el divendres 10 de novembre de 2017 sortirà a la pàgina de Facebook el nou senzill titulat Eva, que preveu la publicació l'1 de desembre de 2017 del nou disc titulat Tutte le Migliori que conté els majors èxits de els dos, tant com a solistes com en parella, incorporant no només Le migliori sinó també l'anterior precedente Mina Celentano. Amb motiu de l'estrena del box-set, el 2 de desembre de 2017 es va emetre a Rai 1 amb TG1 l'especial Mina Celentano - Fratelli d'Italia, realitzat per Vincenzo Mollica que recorre la trajectòria del duet que conclou amb un vídeo especial. editat pel mateix Celentano.
Amb motiu del 80è aniversari del cantant, els horaris de la televisió italiana canvien de programació: Rete 4 projecta a primera hora de la tarda la pel·lícula Asso protagonitzada per Celentano i Edwige Fenech, mentre que Rai 1 emet un capítol especial del programa Techetechetè a partir de les 18.40 h des del títol "Adriano 80 voglia di te" amb clips d'algunes de les aparicions més famoses de la primavera. En hora de màxima audiència, Canale 5 retransmet l' especial Rock Economy dels dos concerts en directe a l' Arena de Verona .
El 7 d'abril de 2015 va ser entrevistat en exclusiva al programa Rai 3 Ballarò, mentre que el 9 de juny de 2015 va dedicar un missatge de vídeo amb imatges inèdites a Gianni Bella que es va emetre a Una serata... Bella per te, Gianni!concert-acte conduït per la seva filla Rosita a Rete 4.

#### El retorn a la televisió:Adrian
L'1 de juliol de 2015, en el marc de la presentació de les programacions televisives de la temporada 2015-2016, Pier Silvio Berlusconi va anunciar el retorn de Celentano a la televisió amb el dibuix animat Adrian, que seria escrit, dirigit, editat i editat pel mateix cantant per a Mediaset. El projecte, que va costar desenes de milions d'euros i va implicar més de 1.000 animadors repartits per tres continents (Àsia, Àfrica i Europa), va romandre en fase de gestació durant uns 10 anys (anunciat el 2009 i inicialment pensat per a Sky, va ser ajornat diverses vegades per desacords contractuals i el treball problemàtic, que també va ser seguit per una batalla legal entre el clan Celentano i Mondo TV, el primer productor del dibuix animat), i fa ús de les principals arts col·laboracions com Nicola Piovani per a la música, Vincenzo Cerami per a la supervisió de les lletres, Milo Manara per als dibuixos i els alumnes de l'escola Holden d'Alessandro Baricco.
Adrian va arribar a les pantalles de Canale 5 4 anys després de l'anunci, és a dir, el 21 de gener de 2019, seguit el 25 de gener del llançament del doble CD del mateix nom amb la música original del dibuix animat, amb la distribució de Clan/Universal Music Italia. Cada episodi està precedit per un espectacle en directe del Teatre Camploy de Verona. La sèrie debuta com s'esperava, registrant una quota del 21,92% en el primer episodi en la part dedicada a l'espectacle teatral, i un 19,08% en la dedicada a la sèrie d'animació. No obstant això, l'espectacle acaba una hora abans, provocant un enrenou entre el públic i els mitjans de comunicació, forçant un canvi inesperat a l' horari de Canale 5. Durant el primer episodi, els actors Nino Frassica, Francesco Scali i Natalino Balasso apareixen a l'escenari de Verona. L'emissió dels 4 primers episodis segons aquest format va tenir lloc entre el 21 de gener i el 4 de febrer de 2019; la sèrie va ser suspesa posteriorment, oficialment per una malaltia que va patir Celentano i segons diversos comentaristes també per un greu error en els rànquings, i es va reprendre del 7 de novembre al 5 de desembre de 2019 amb la caricatura precedida d'un espectacle en directe de 60 minuts, presentat. pel mateix Celentano amb diversos convidats (Biagio Antonacci, Luciano Ligabue, Gianni Morandi, Maria De Filippi), fins i tot en aquest cas però les valoracions no arriben ni al 16%.

### Els anys dos mil vint
El 26 de novembre de 2021, amb motiu de gairebé 25 anys de col·laboració junts, torna una vegada més a fer un duet amb Mina a l'inèdit Niente è andato perso, contingut a la caixa MinaCelentano - The Complete Recordings, que inclou tots els duets de 1998 fins al 2017 (doble CD i vinil) i que tancarà també el seu cercle de vida artística que ha fet la història de la música italiana. El retorn a la televisió amb MinaCelentano té lloc el 22 de desembre de 2021.

## Vida privada
El 1958, en una perfumeria de Milà, Celentano va conèixer Milena Cantù, que hi treballava com a ajudant de vendes, amb qui va començar una relació. Ella serà qui donarà suport a Adriano en la fundació el 1961 del Clan Celentano, la companyia discogràfica propietat del cantant i per a la qual Cantù va gravar algunes cançons a partir de 1964.

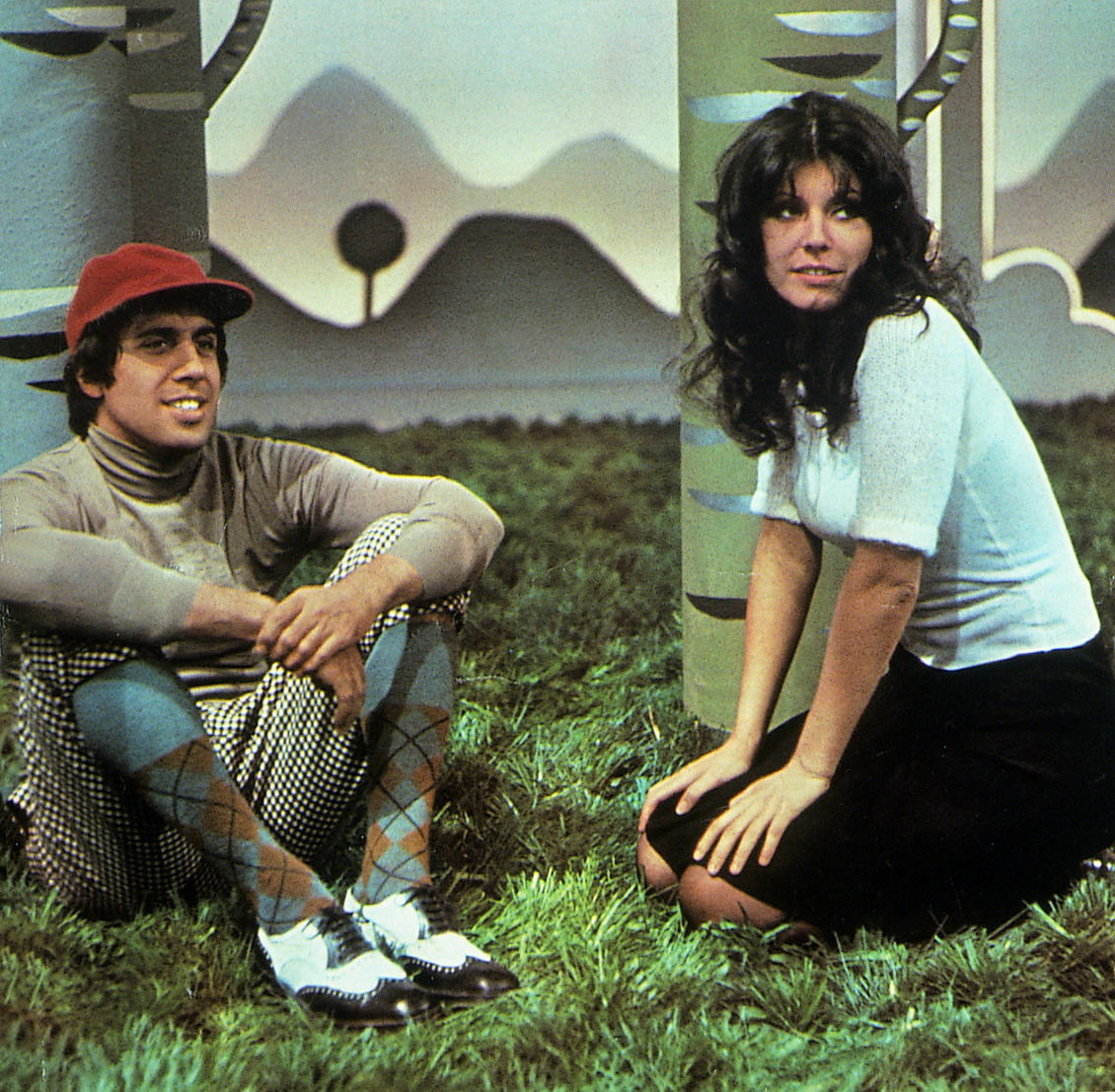
Celentano i Claudia Mori el 1972

Al plató d'Uno strano tipo l'any 1963, Celentano va conèixer Claudia Mori, una actriu poc coneguda aleshores ; tot i estar encara promès amb Cantù, l'any següent es va casar amb Mori en secret a l'església de San Francesco de Grosseto, interrompent només posteriorment la relació amb Cantù. Del matrimoni van néixer tres fills: Rosita (1965), Giacomo (1966), i Rosalinda (1968). Celentano també és l'oncle biològic, no només de Gino Santercole, sinó també de la ballarina, coreògrafa i professora de dansa Alessandra Celentano (presencia habitual des del 2003 al talent show Amici de Maria De Filippi), filla del seu germà Alessandro.
A principis dels anys vuitanta el matrimoni entre Celentano i Mori va passar per un període de crisi: durant uns anys els dos van viure separats i durant aquest període es va rumorar una suposada relació amb Ornella Muti, amb qui Celentano havia filmat Il bisbetico domato i Innamorato pazzo. El juliol de 2014 Muti va confirmar la relació amb Celentano a les pàgines d'Il Fatto Quotidiano.
Mori i Celentano van continuar vivint separats fins a l'any 1985, quan el mateix artista va voler la seva dona en el repartiment de la seva pel·lícula Joan Lui - Ma un giorno nel paese arrivo io di lunedì; durant la producció del mateix la crisi acaba definitivament; Mori, anys després, va revelar que mai s'havia plantejat el divorci durant la crisi.
Des de 1991 Claudia Mori és directora general de la discogràfica familiar Clan Celentano srl. Entre els seus èxits discogràfics: Non succederà più, La coppia più bella del mondo (duet amb Celentano), que va quedar primer a les llistes durant sis setmanes, Buonasera dottore, Il principe, Chiudi la porta. Mori participarà en nombroses pel·lícules del seu marit i a partir de 1994 es dedicarà completament a l'administració del Clan, succeint al germà d'Adriano, Alessandro Celentano.
El 2004 el cantautor es va convertir en avi per primera vegada (i fins ara només) amb el naixement de Samuele Celentano, fill de Giacomo i la seva dona Katia.

## Procediments judicials

### Monòleg contra la caça
En un episodi de Fantastico 1987, durant la campanya del referèndum dels referèndums de derogació de 1987, un dels quals referit a la regulació de l'activitat cinegètica, va donar vida a un llarg monòleg contra la caça durant el qual es va definir com a "fill de la foca". Després de projectar una pel·lícula de Greenpeace que documentava la cruel matança de cadells de foca per part dels caçadors per al mercat de pells, va convidar els votants a escriure la frase "La caça és contra l'amor" a les seves paperetes, sense saber que aquest acte provocaria la cancel·lació de les mateixes targetes. La frase ofensiva, escrita a mà pel mateix Adriano en una pissarra portada al centre de l'escenari, va ser motiu de polèmica també per un greu error ortogràfic: Celentano, de fet, va escriure"La caccia e contro l'amore" "La caça és contra l'amor" (amb el "e" sense un accent) i després va continuar el monòleg sense adonar-se mai de l'error.
Per aquest fet, Adriano Celentano va ser jutjat pel Tribunal d'Assises de Roma el febrer de 1988 i de nou el juny del mateix any, però va ser absolt el gener de 1989.
Tanmateix, aquest afer judicial no sembla haver penalitzat moralment Adriano, que irònicament va considerar que només era un joc democràtic per part dels jutges.

### Litigi contra Aldo Grasso
Durant un dels seus monòlegs al Festival de Sanremo 2012, Celentano va definir el periodista i crític televisiu Aldo Grasso com "un idiota que escriu ximpleries al Corriere della Sera". Per aquest motiu, "Molleggiato" va ser condemnat pel Tribunal de Milà el setembre de 2015 a pagar 30.000 euros en concepte de danys i perjudicis, més les costes judicials, per indemnitzar Grasso.

## Èxit
Des del començament de la seva carrera fins a l'actualitat, Celentano ha venut al voltant de 150 milions de còpies dels seus àlbums, convertint-lo en el cantant italià amb més àlbums venuts després de Mina. Segons certificacions FIMI, l'àlbum més venut de la cantant és Mina Celentano, aparellat amb Mina, amb aproximadament 2.200.000 còpies venudes, seguit de Io non so parlar d'amore amb 2.000.000 còpies, i Esco di rado e parlo ancora meno amb 1.800.000 exemplars; aquests àlbums ocupen respectivament el 2n, 3r i 5è lloc en el rànquing dels àlbums més venuts de tots els temps a Itàlia, fent de Celentano l'artista més rendible del rànquing, i en el lloc 14 de la llista dels més rendibles de la història. A més, el senzill Azzurro ocupa el 3r lloc de l'hit parade de les cançons més venudes de tots els temps; a més, l'any 2007 una enquesta mundial va escollir Azzurro, escrita per Paolo Conte i gravada primer per Celentano, com la cançó italiana més cantada del món, amb al voltant del 12% dels vots, superant a Nel blu dipinto di blu. El 1970 va guanyar el Festival de Sanremo amb la cançó Chi non lavora non fa l'amore, cantada juntament amb la seva dona Claudia Mori.
Fins a l'any 1979, tots els concerts que Celentano va fer en diversos estadis italians i europeus sempre van registrar una gran assistència, amb un rècord d'assistència d'uns 80.000 espectadors el 1973; cap a finals dels anys setanta va decidir no actuar més en directe, després va tornar sobre els seus passos el 1994 realitzant una gira igual d'èxit per Europa. A part d'una breu aparició l'any 2008 per al centenari de l'Inter, el retorn real en directe va tenir lloc el 2012 amb dos concerts a l'Arena de Verona emesos per Canale 5, que van registrar una mitjana de més de 9 milions d'espectadors, convertint-se en un dels programes de Mediaset més vistos de la dècada.
Com a actor de cinema l'any 1980 va ser el protagonista d'una pel·lícula, Il bisbetico domato, que va ser la primera a superar el sostre dels 25.000 milions de lires en recaptació, mentre que el 1999 va guanyar la prestigiosa Rosa d'Or a Montreux pel programa de varietats Francamente me ne infischio; l'any 2005 el programa que va conduir Rockpolitik, va cridar molt l'atenció dels mitjans italians (11 pàgines a Libero, 6 a La Repubblica ), a més d'enregistrar pics d'audiència elevats que assoleixen gairebé el 50% de quota.

## Influència cultural

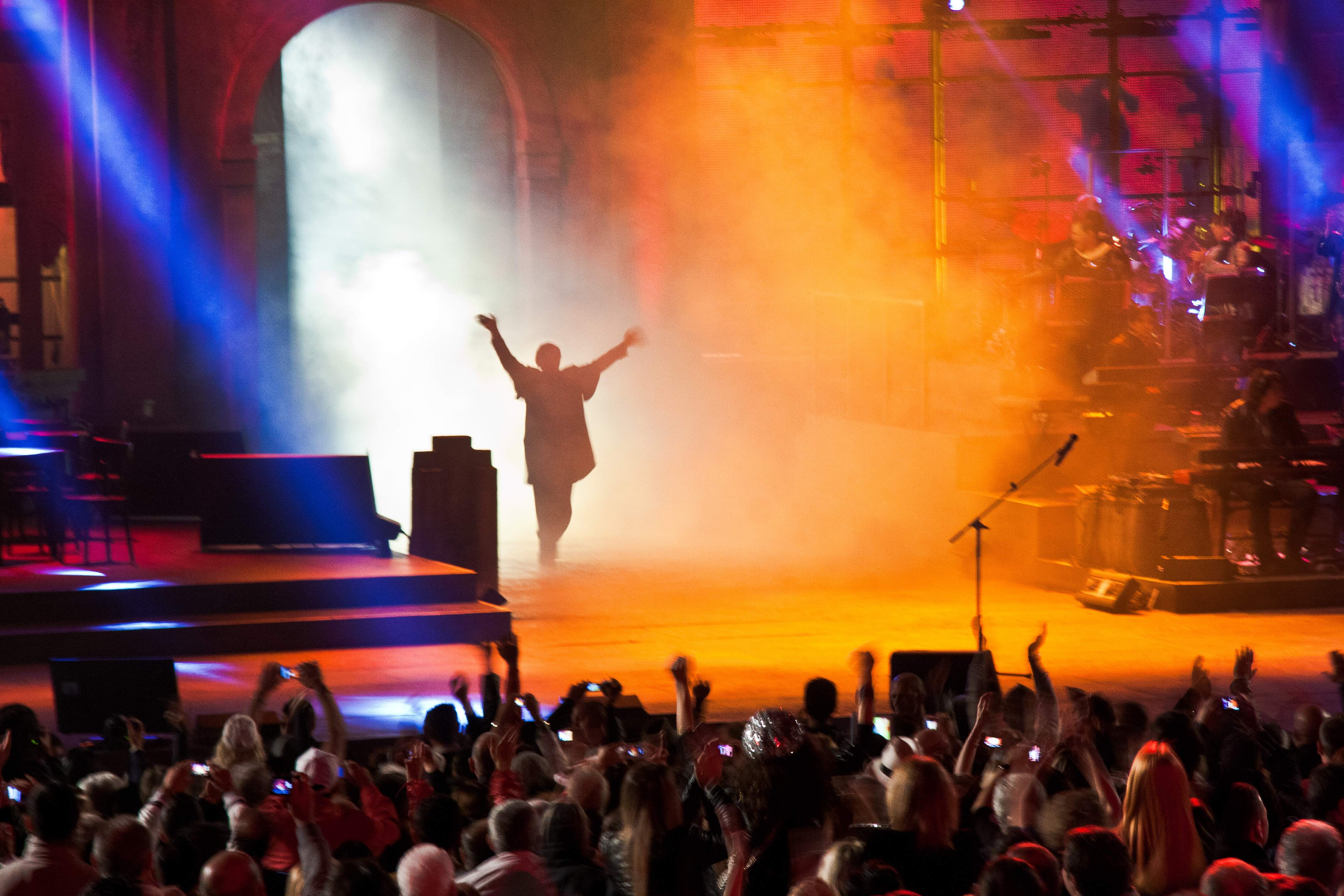
Adriano Celentano al final de Rock Economy (2012)

Celentano es troba entre els artistes italians més imitats per altres cantants com Gianni Morandi al començament de la seva carrera i Toto Cutugno, que al llarg de la seva carrera es va presentar essencialment com un Celentano neomelòdic, o per actors còmics que van parodiar l'estil com Teo Teocoli que va agafar els moviments, els gestos i la dialèctica, informant de la caricatura en diverses emissions; també va néixer una amistat entre tots dos, tant és així que Teocoli va ser convidat en alguns programes de Celentano com Francamente me ne infischio i Rockpolitik; també altres humoristes com Max Tortora i David Pratelli, dins del programa esportiu de Rai 2 Quelli che il calcio, han imitat la seva figura en diverses ocasions i el 2016 Checco Zalone va reprendre el seu estil musical i la seva manera de cantar per a la cançó La Prima Repubblica, banda sonora de la seva pel·lícula Quo vado?, rebent l'apreci del mateix Adriano. A A Toys Orchestra, un grup de pop-rock italià, ho menciona en el títol d'una cançó continguda al seu àlbum Midnight Talks. Una banda tribut va fer una sèrie de concerts a Itàlia i a l'estranger per a una gira coneguda com Il re degli ignoranti, en la qual es van versionar les seves cançons, imitant el seu estil.
La cançó Prisencolinensinainciusol, segons diverses fonts, és un dels primers raps de la història, una tesi alimentada per l'èxit assolit el 2009 també als Estats Units d'Amèrica i Canadà, decretant la seva segona joventut. També va ser el primer a escriure una cançó basada en un sol acord, Mondo in mi 7a, el 1966.

## Discografia
- 1965: Non Mi Dir
- 1965: La Festa
- 1966: Il Ragazzo Della Via Gluck
- 1966: Mondo In Mi 7a
- 1967: Una festa sui prati
- 1968: Azzurro (Una Carezza in un Pugno)
- 1969: Adriano Rock
- 1969: Le Robe Che Ha Detto Adriano
- 1969: Gli Anni Sessanta
- 1970: Il Forestiero
- 1970: Lavoro e amore
- 1971: Er Piu
- 1972: I Mali del Secolo
- 1972: Prisencolinensinainciusol
- 1973: Nostal Rock
- 1974: Yuppi Du (Colonna Sonora Originale)
- 1976: Svalutation
- 1977: Me, Live!
- 1977: Tecadisk
- 1977: Disco Dance
- 1978: Geppo II Folle
- 1979: Soli
- 1980: Un Po' Artista un Po' No
- 1980: Deus
- 1982: Jungla di citta
- 1982: Uh… Uh…
- 1982: Non succederà più (amb la seva dona Claudia Mori)
- 1983: Atmosfera
- 1984: I Miei Americani
- 1984: I Miei Americani Tre Puntini, Vol. 2
- 1985: Joan Lui
- 1987: La Pubblica Ottusità
- 1991: Il Re Degli Ignoranti
- 1991: Rock Matto
- 1994: Ti Avro
- 1994: Quel Punto
- 1996: Arrivano Gli Uomini
- 1998: Mina + Celentano
- 1999: Io Non So Parlar d'Amore
- 2000: New 2000
- 2001: Esco Di Rado − E Parlo Ancora Meno
- 2001: Il Cuore, La Voce (Compilació)
- 2002: Per Sempre
- 2003: Le Volte Che Celentano É Stato 1 (Compilació)
- 2004: C'è sempre un motivo
- 2005: Calma Apparente
- 2006: unicamentecelentano (Compilació, 3 CDs)
- 2007: Dormi amore la situazione non è buona
- 2008: L'animale (Best of)

## Filmografia

### Actor
- I ragazzi del juke-box, direcció de Lucio Fulci (1959)
- Dai Johnny dai! (Go, Johnny, Go!), direcció de Paul Landres i Piero Vivarelli (1959)
- Juke box - Urli d'amore, direcció de Mauro Morassi (1959)
- Urlatori alla sbarra, direcció de Lucio Fulci (1960)
- La dolce vita, direcció de Federico Fellini (1960) - cameig
- Sanremo - La grande sfida, direcció de Piero Vivarelli (1960)
- Balliamo insieme il twist (Hey, Let's Twist), direcció de Greg Garrison (1961)
- Io bacio... tu baci, direcció de Piero Vivarelli (1961)
- Il monaco de Monza, direcció de Sergio Corbucci (1963)
- Uno strano tipo, direcció de Lucio Fulci (1963)
- Super rapina a Milào, direcció d'Adriano Celentano (1964)
- I malamondo, direcció de Paolo Cavara (1964)
- Per un pugno de canzoni, direcció de José Luis Merino (1966)
- Serafino, direcció de Pietro Germi (1968)
- La più bella coppia del mondo, direcció de Camillo Mastrocinque (1968)
- Er più - Storia d'amore e de coltello, direcció de Sergio Corbucci (1971)
- Bianco, rosso e..., direcció de Alberto Lattuada (1972)
- Le cinque giornate, direcció de Dario Argento (1973)
- L'emigrante, direcció de Pasquale Festa Campanile (1973)
- Rugantino, direcció de Pasquale Festa Campanile (1973)
- Yuppi du, direcció d'Adriano Celentano (1975)
- Aria, secondo episodio de Di che segno sei?, direcció de Sergio Corbucci (1975)
- Bluff - Storia di truffe i de imbroglioni, direcció de Sergio Corbucci (1976)
- Culastrisce nobile veneziano, direcció de Flavio Mogherini (1976)
- L'altra metà del cielo, direcció de Franco Rossi (1977)
- Ecco noi per esempio..., direcció de Sergio Corbucci (1977)
- Zio Adolfo in arte Führer, direcció de Castellano i Pipolo (1978)
- Geppo il folle, direcció d'Adriano Celentano (1978)
- Mani di velluto, direcció de Castellano i Pipolo (1979)
- Venerdì, terzo episodio de Sabato, domenica i venerdì, direcció de Castellano i Pipolo (1979)
- Il bisbetico domato, direcció de Castellano i Pipolo (1980)
- La locandiera, direcció de Paolo Cavara (1980)
- Qua la mano (episodio Il prete ballerino), direcció de Pasquale Festa Campanile (1980)
- Asso, direcció de Castellano i Pipolo (1981)
- Innamorato pazzo, direcció de Castellano i Pipolo (1981)
- Grand Hotel Excelsior, direcció de Castellano i Pipolo (1982)
- Bingo Bongo, direcció de Pasquale Festa Campanile (1982)
- Segni particolari: bellissimo, direcció de Castellano i Pipolo (1983)
- Sing Sing, direcció de Sergio Corbucci (1983)
- Lui è peggio di me, direcció de Enrico Oldoini (1985)
- Joan Lui - Ma un giorno nel paese arrivo io di lunedì, direcció d'Adriano Celentano (1985)
- Il burbero, direcció de Castellano i Pipolo (1986)
- Jackpot, direcció de Mario Orfini (1992)

## Televisió
- Alla ribalta: Adriano Clan (Programa nacional, 1964-1965)
- Senza Fine (Programa nacional, 1965)
- 110 i lode (Programa nacional, 1967)
- Stasera Adriano Celentano (Programa nacional, 1969)
- C'è Celentano (Programa nacional, 1972)
- Arriva il "celebre..." (Rete 1, 1977)
- Paura di un trionfo (Rete 3, 1979)
- Fantastico (Rai 1, 1987-1988)
- Svalutation (Rai 3, 1992)
- Arrivano gli uomini (Rai 1, 1996)
- Francamente me ne infischio (Rai 1, 1999)
- 125 milioni di caz..te (Rai 1, 2001)
- Rockpolitik (Rai 1, 2005)
- La situazione di mia sorella non è buona (Rai 1, 2007)
- Rock Economy (Canale 5, 2012)
- Aspettando Adrian (Canale 5, 2019)
- Adrian Live - Questa è la storia... (Canale 5, 2019)

## Llibres
- Celentano, Adriano; Ripa di Meana, Ludovica. Il Paradiso è un cavallo bianco che non suda mai.  Sperling & Kupfer, 1982. ISBN 8820002213.
- Celentano, Adriano. A. Mondadori. Il re degli ignoranti, 1991. ISBN 8804351152.
- Celentano, Adriano; Ciotta, Mariuccia. Bompiani. Rockpolitik, 2006. ISBN 8845257347.

## Reconeixements
- David di Donatello
  - 1976 – Millor actor per Bluff - Storia di truffe e di imbroglioni
  - 1980 – Millor actor per Mani di velluto

- Nastro d'argento
  - 1976 – Millor banda sonora per Yuppi du

- Festival de Cannes
  - 1975 – Candidatura a la Palma d'or per Yuppi du

- Globus d'or
  - 1969 – Millor actor revelació per Serafino

- Grolla d'oro
  - 1969 – Millor actriu revelació per Serafino